# Ford Taurus
Ne doit pas être confondu avec Ford Taunus.
La Ford Taurus est un modèle du constructeur américain Ford lancé en 1985 et uniquement destiné au marché nord-américain, concurrente de la Chevrolet Impala et de la Dodge Charger. Elle a été produite à 7 519 919 exemplaires entre 1985 et 2006. En 2006, Ford la retire de son offre, puis la réintroduit un an plus tard, sous la forme d'une Five Hundred restylée.
Aujourd'hui, la Taurus n'accapare plus les premières places des berlines[pas clair] et reste loin derrière les voitures japonaises, Toyota Camry et Honda Accord en tête, qui sont un peu plus courtes qu'elle d'une trentaine de centimètres. Mais Ford persiste en lui assurant une remplaçante qui a été lancée à l'été 2009.
La Ford Taurus a existé chez Mercury, sous l'appellation Sable.

## Première génération (1985-1991)
Lancée en décembre 1985, la première Taurus vient remplacer la cinquième génération de LTD, dont le nom remonte au milieu des années 1960. Cette longue berline se situe dans le cœur de la gamme de Ford et devient ainsi la berline la plus vendue devant toutes ses concurrentes, américaines pour la plupart à l'époque.

### Version break

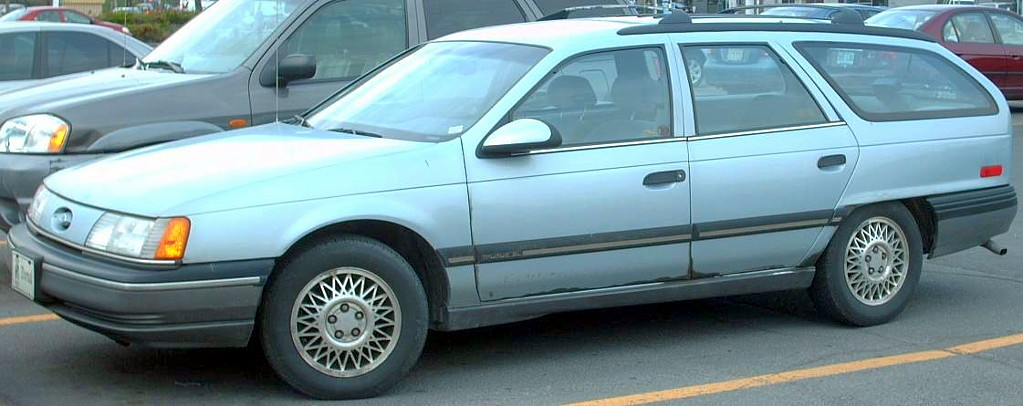
Taurus I Wagon

La version break de la Taurus dispose de neuf centimètres de plus en longueur et de vingt-et-un centimètres en hauteur, ainsi que d'une lunette arrière à ouverture indépendante par rapport à la berline. Le break n'est motorisé qu'avec des V6 essences.

### Version SHO

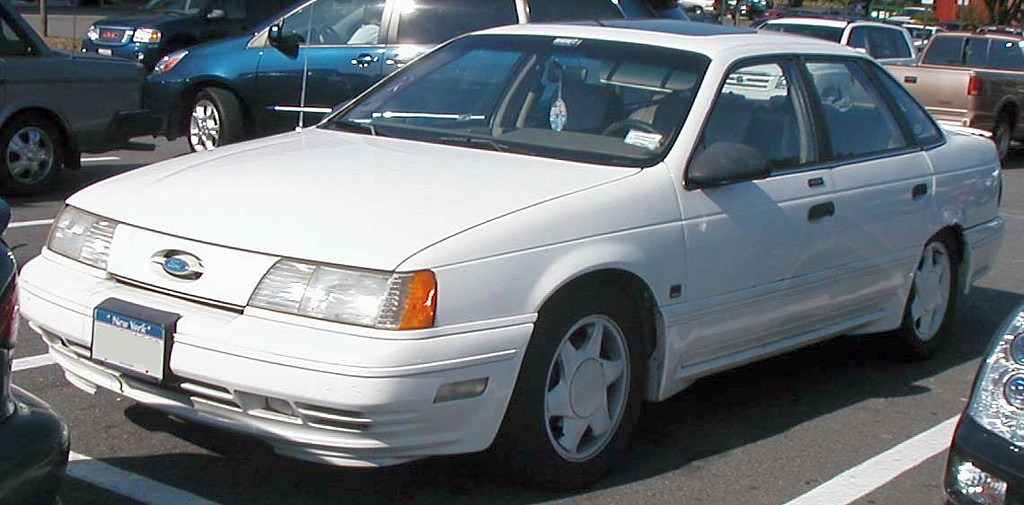
Taurus I SHO

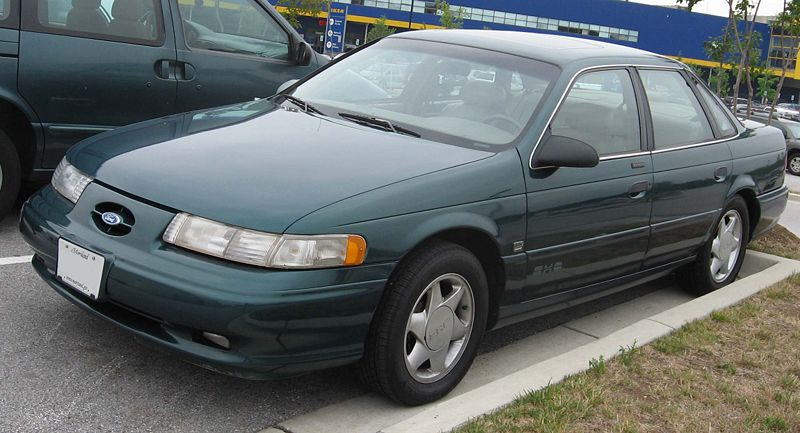
Taurus II SHO

La Taurus SHO est la version sportive de la berline. Lancée en 1989, elle dispose d'un V6 3 litres développant 220 ch conçu par Yamaha. Pour se distinguer des autres Taurus, la SHO adopte des boucliers avant et arrière spécifiques ainsi qu'un aileron.

### Motorisations
La première Taurus a reçu six moteurs moteurs essences différents :
- 4 cyl. 2.5 90 ch. (1985-1990).
- 4 cyl. 2.5 SFi Injection Directe 105 ch. (1990-1991).
- V6 3.0 140 ch. (1985-1990).
- V6 3.0 SFi Injection Directe 140 ch. (1990-1991).
- V6 3.8 140 ch. (1988-1991).
- V6 3.0 220 ch. Version SHO. (1989-1991).

La Taurus dispose d'une boîte manuelle à cinq rapports sur le 2,5 litres et la version SHO, ou automatique à trois ou quatre rapports sur les autres moteurs.

### Galerie photos

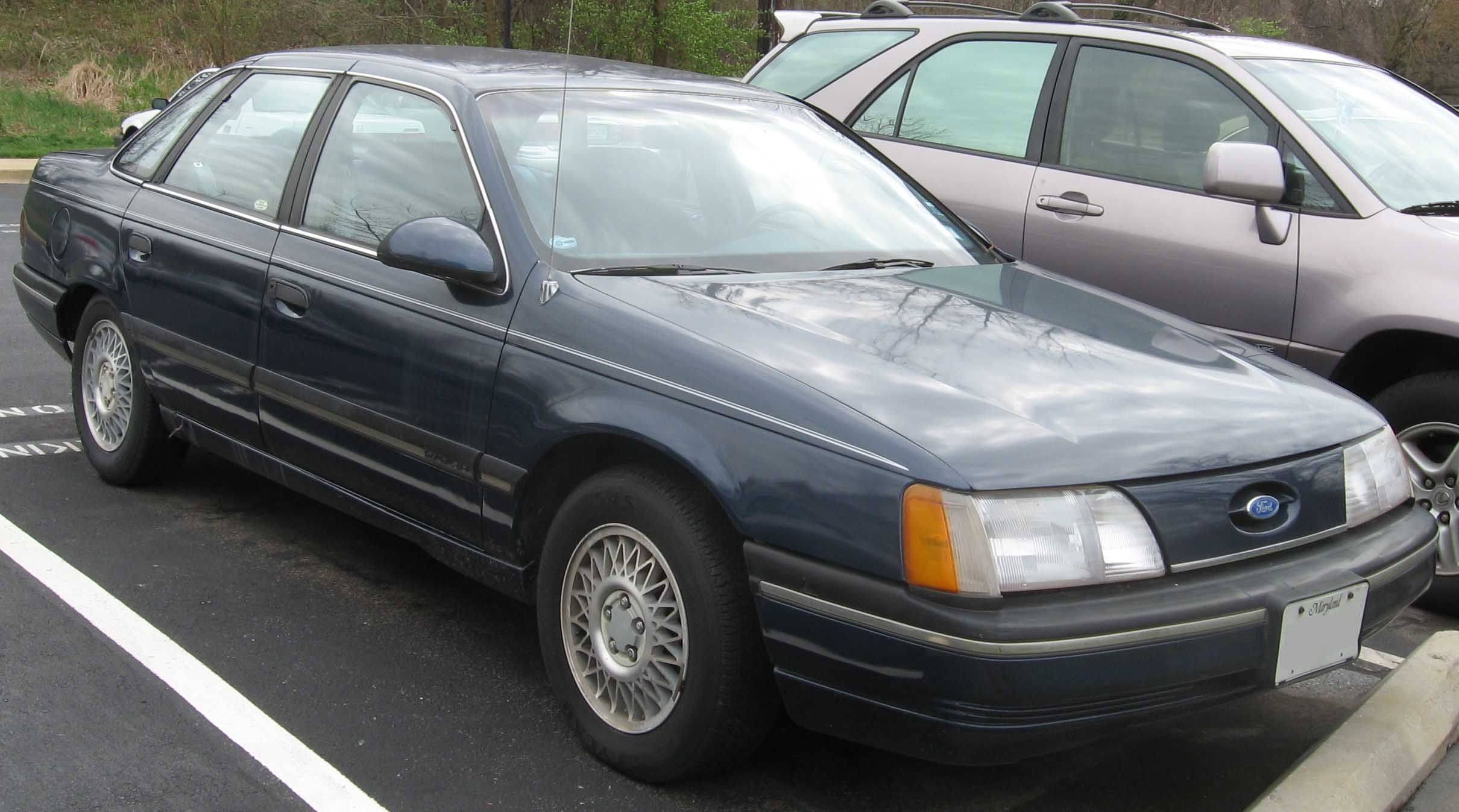
Taurus GL
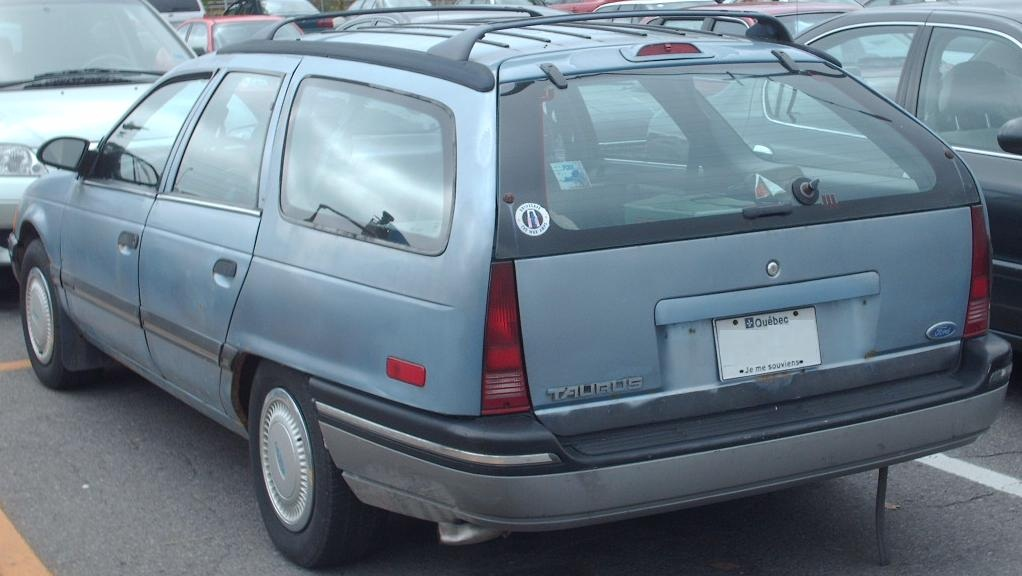
1986-91 Taurus Wagon
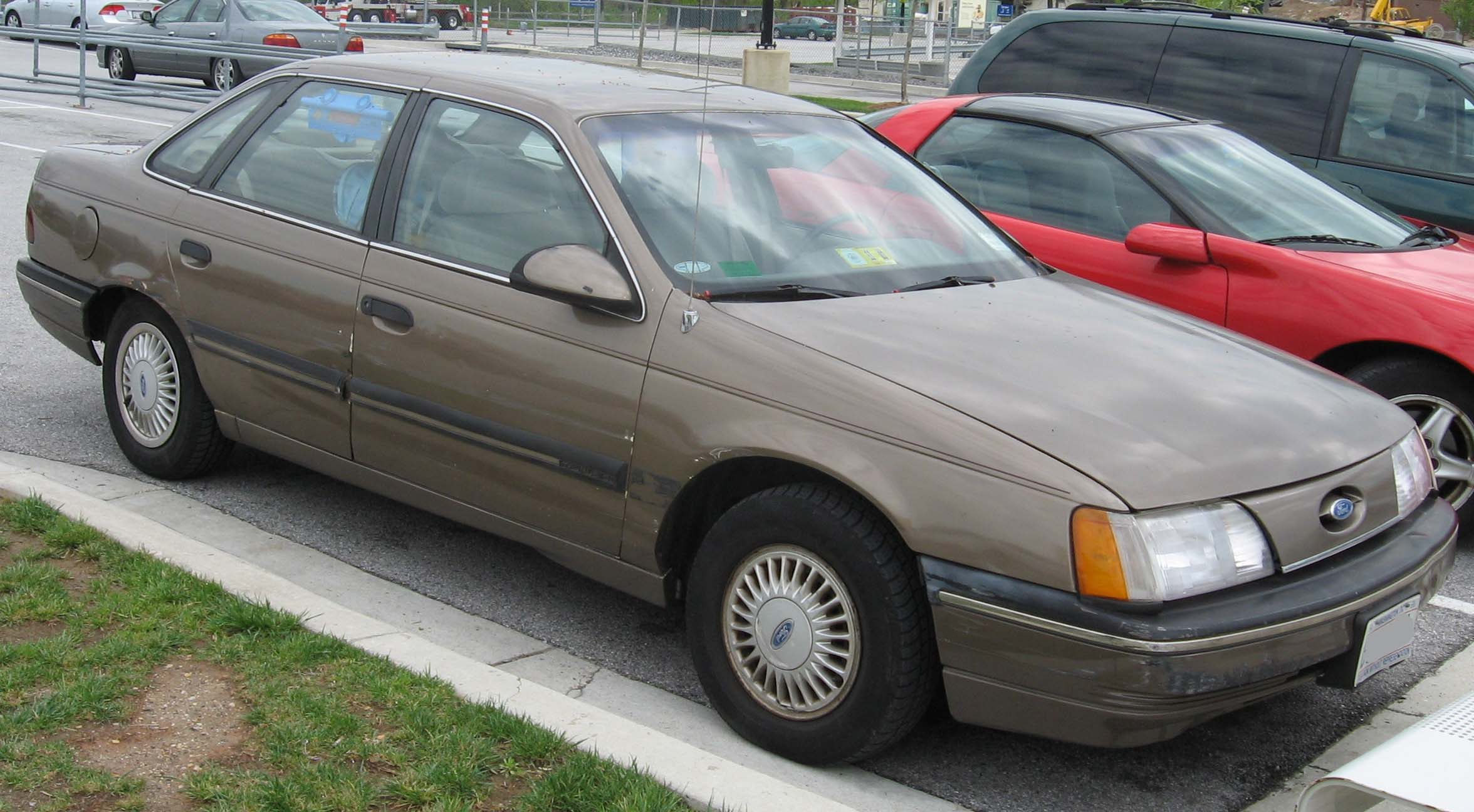
1986-88 Taurus
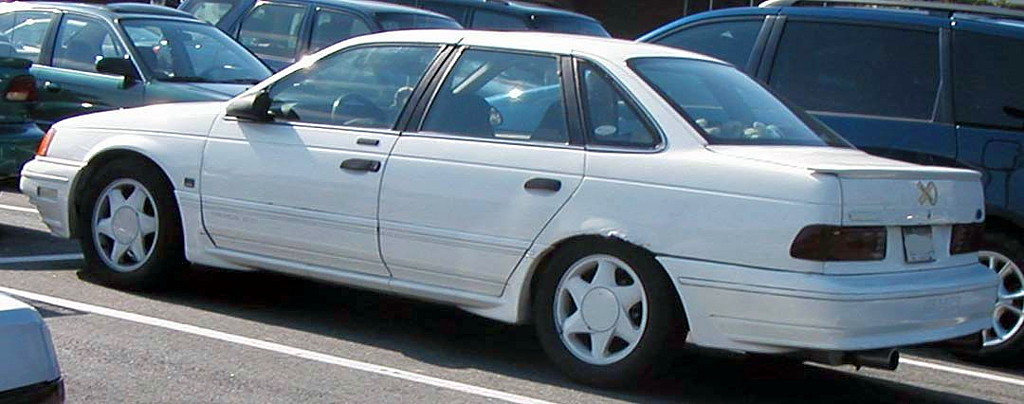
Taurus SHO
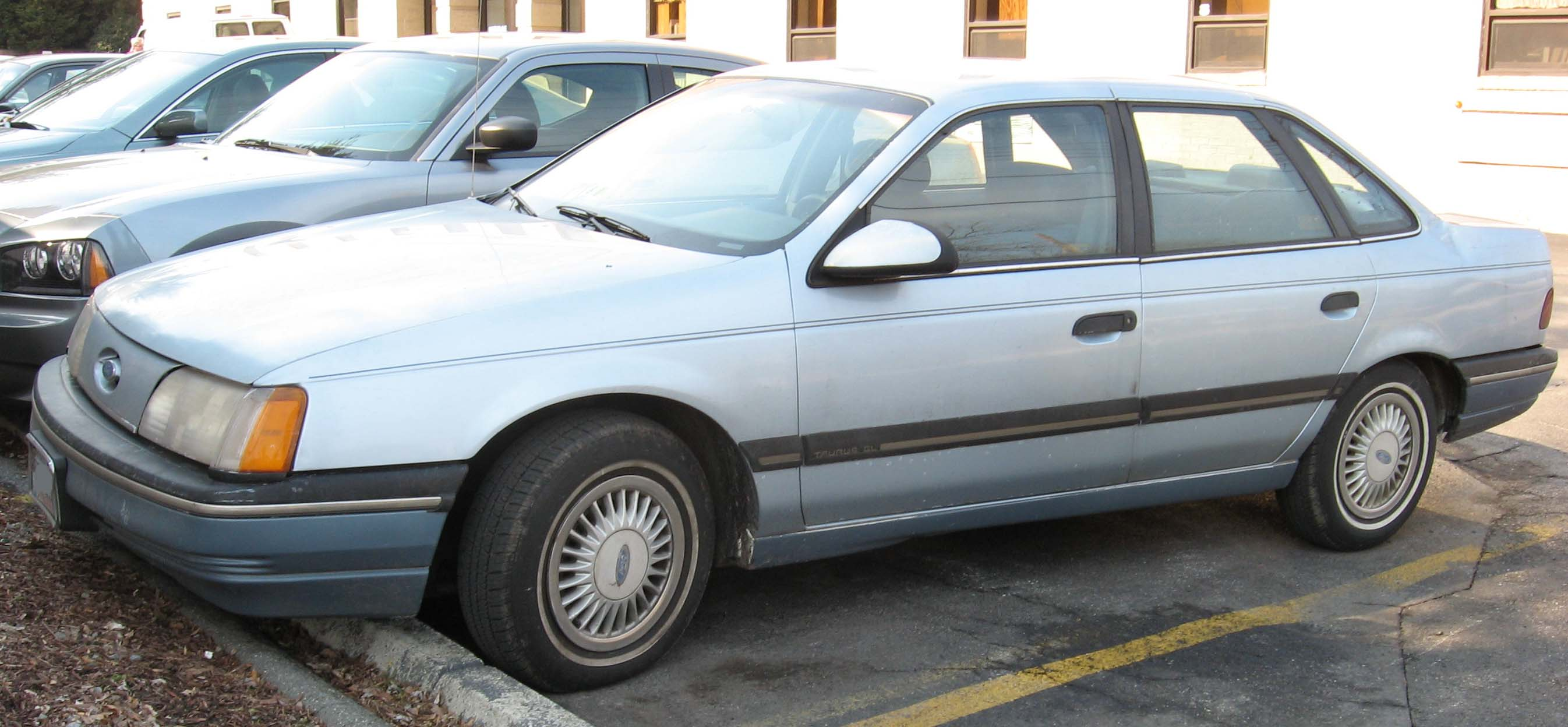
1986-88 Taurus
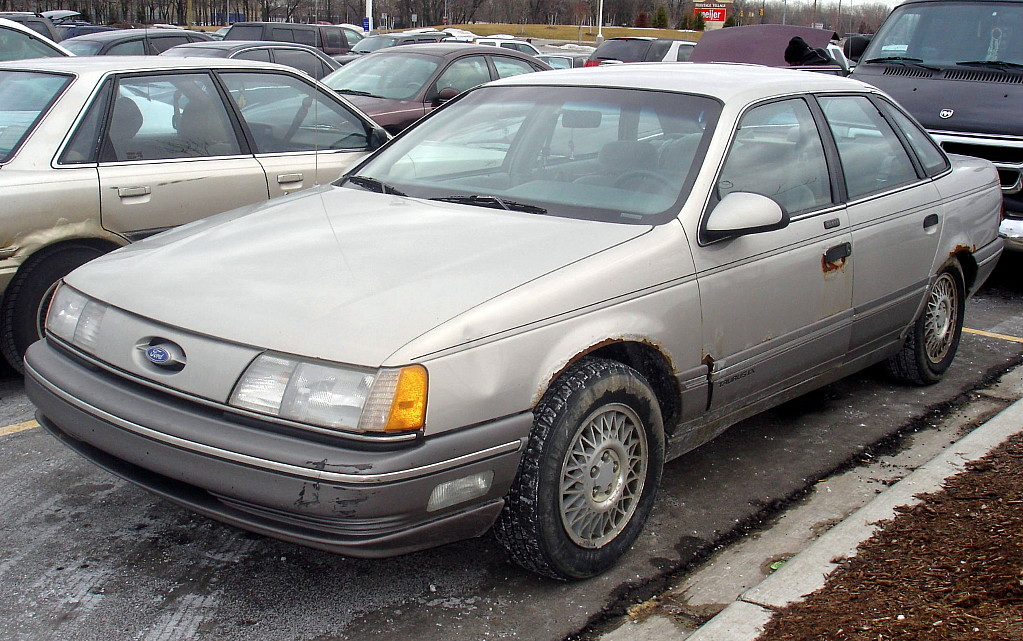
Taurus

## Deuxième génération (1991-1995)
Lancée fin 1991, la seconde Taurus ne se distingue de la première version que par la forme de ses phares et par quelque détails de carrosserie. Elle est aussi plus longue de neuf centimètres, plus large mais moins haute que la précédente génération. Elle délaisse les quatre cylindres pour ne garder que les V6 essences. Elle poursuit sa carrière sans changement jusqu'en 1995.

### Version break

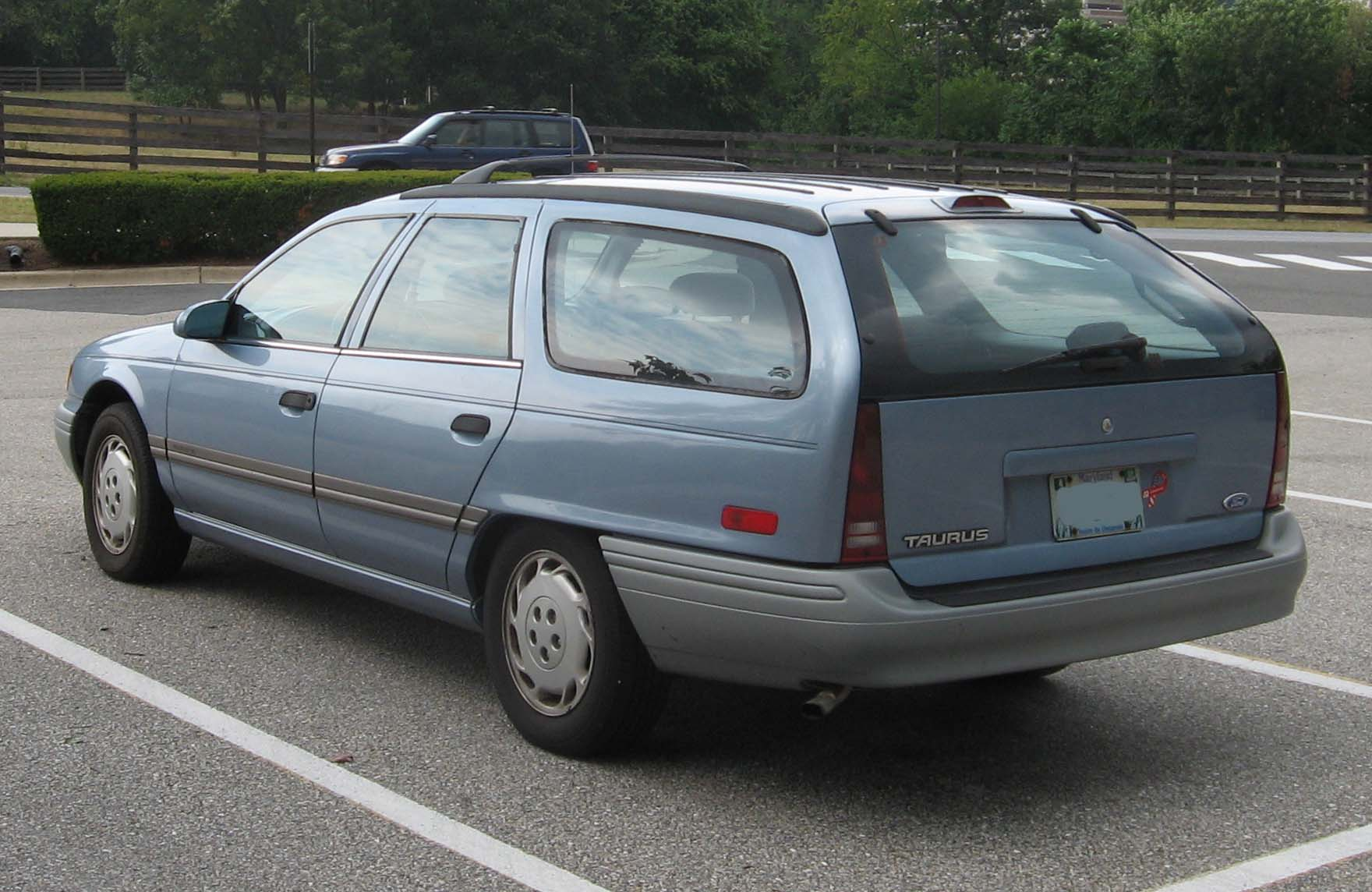
Taurus II Wagon

La seconde version du break Taurus reprend intégralement les lignes du premier hormis les feux avant. Il mesure deux centimètres de plus en longueur et quatre de plus en hauteur.

### Version SHO
La Taurus SHO est la version sportive de la berline. Lancée en 1992, elle reprend le V6 3 litres de la première génération, mais ajoute une version 3,2 litres développant elle aussi 220 ch uniquement disponible avec une boîte automatique.

### Motorisations
La Taurus dispose de quatre moteurs essences :
- V6 3.0 SFi Injection Directe 140 ch.
- V6 3.8 140 ch.
- V6 3.0 220 ch. SHO uniquement.
- V6 3.2 220 ch. SHO uniquement.

Ces moteurs sont couplés à une boîte manuelle à cinq vitesses (3.0 SHO) ou automatique à quatre rapports.

### Galerie photos

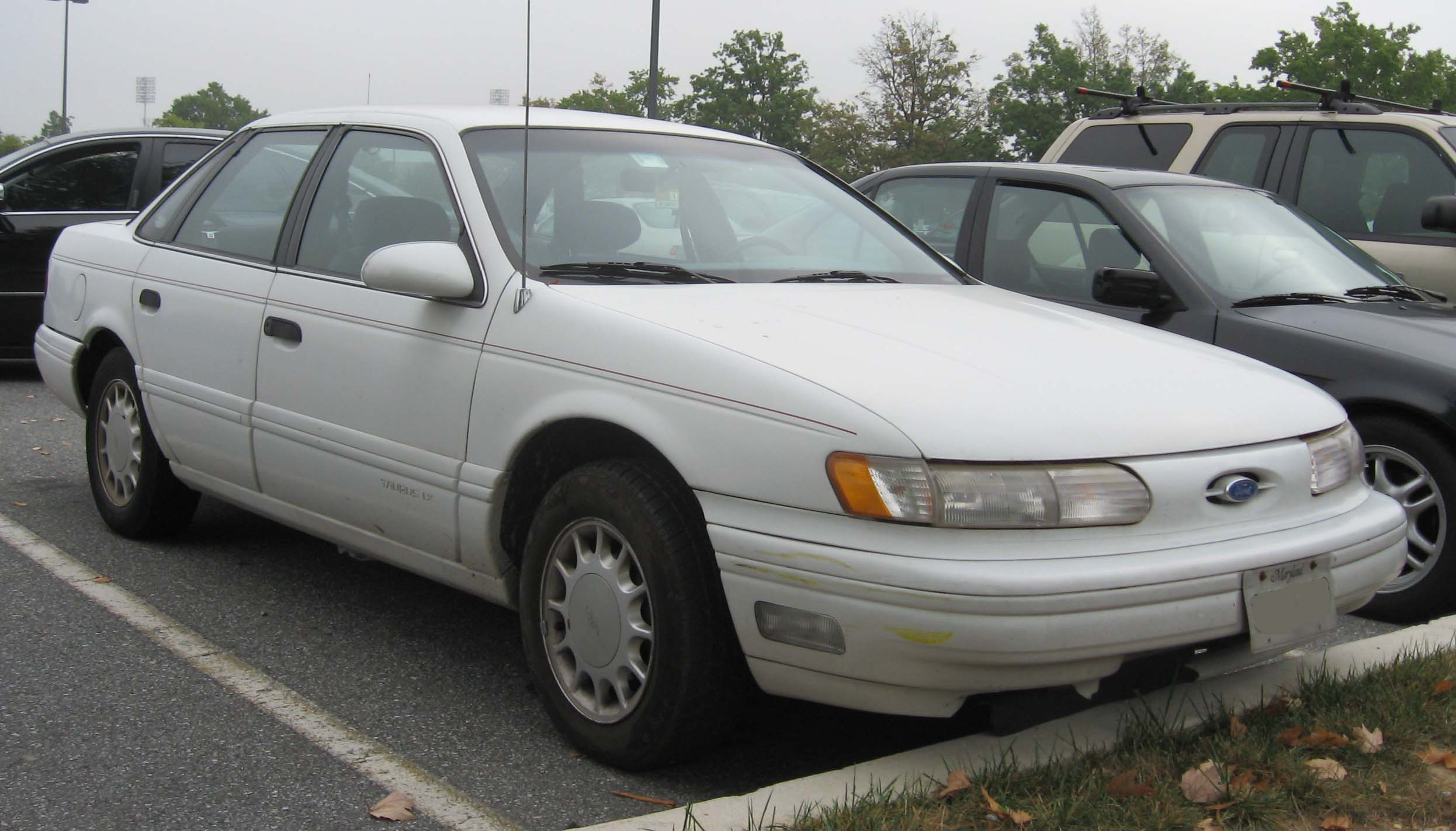
Taurus II LX
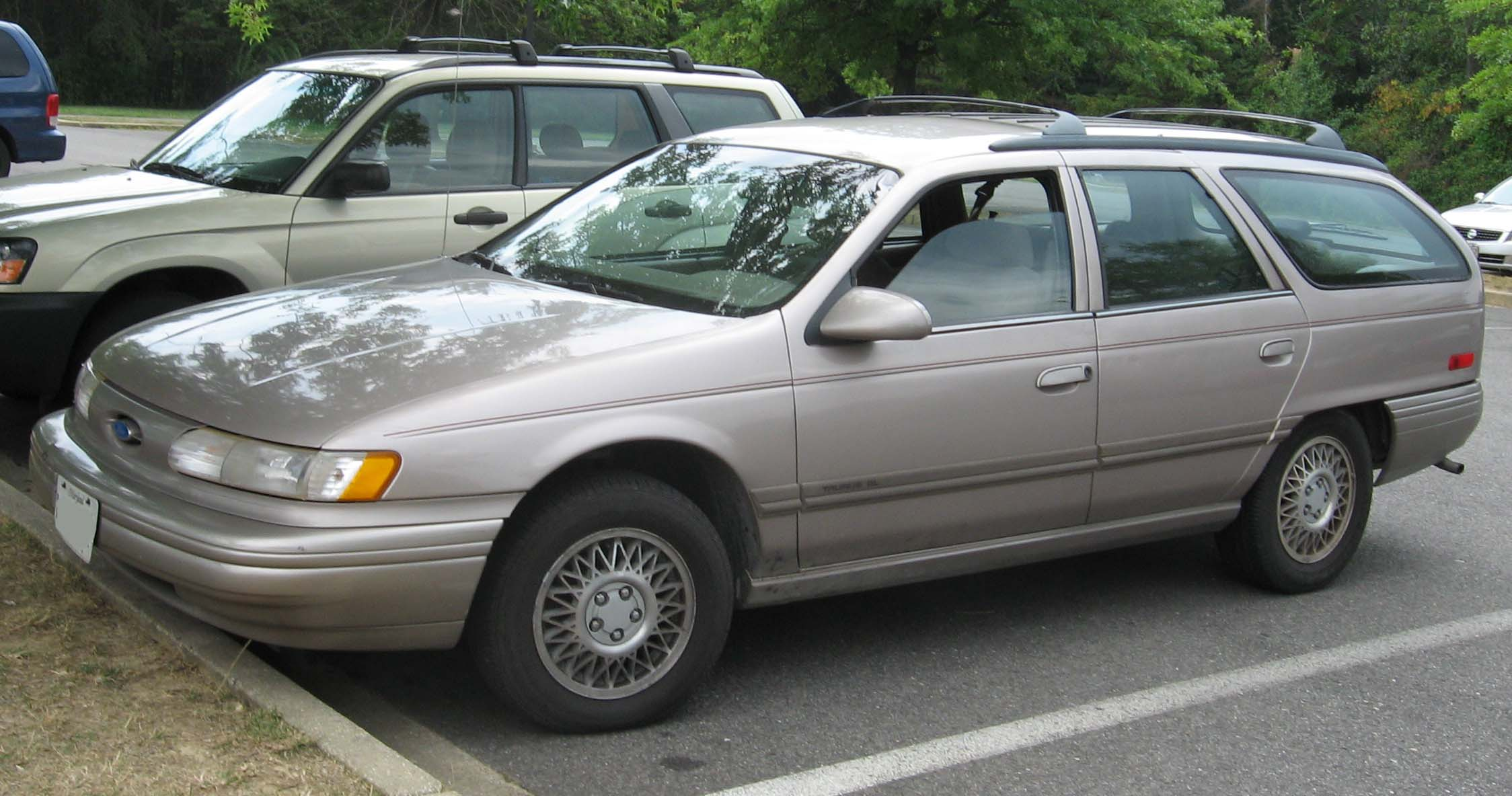
1992-95 Taurus II Wagon GL
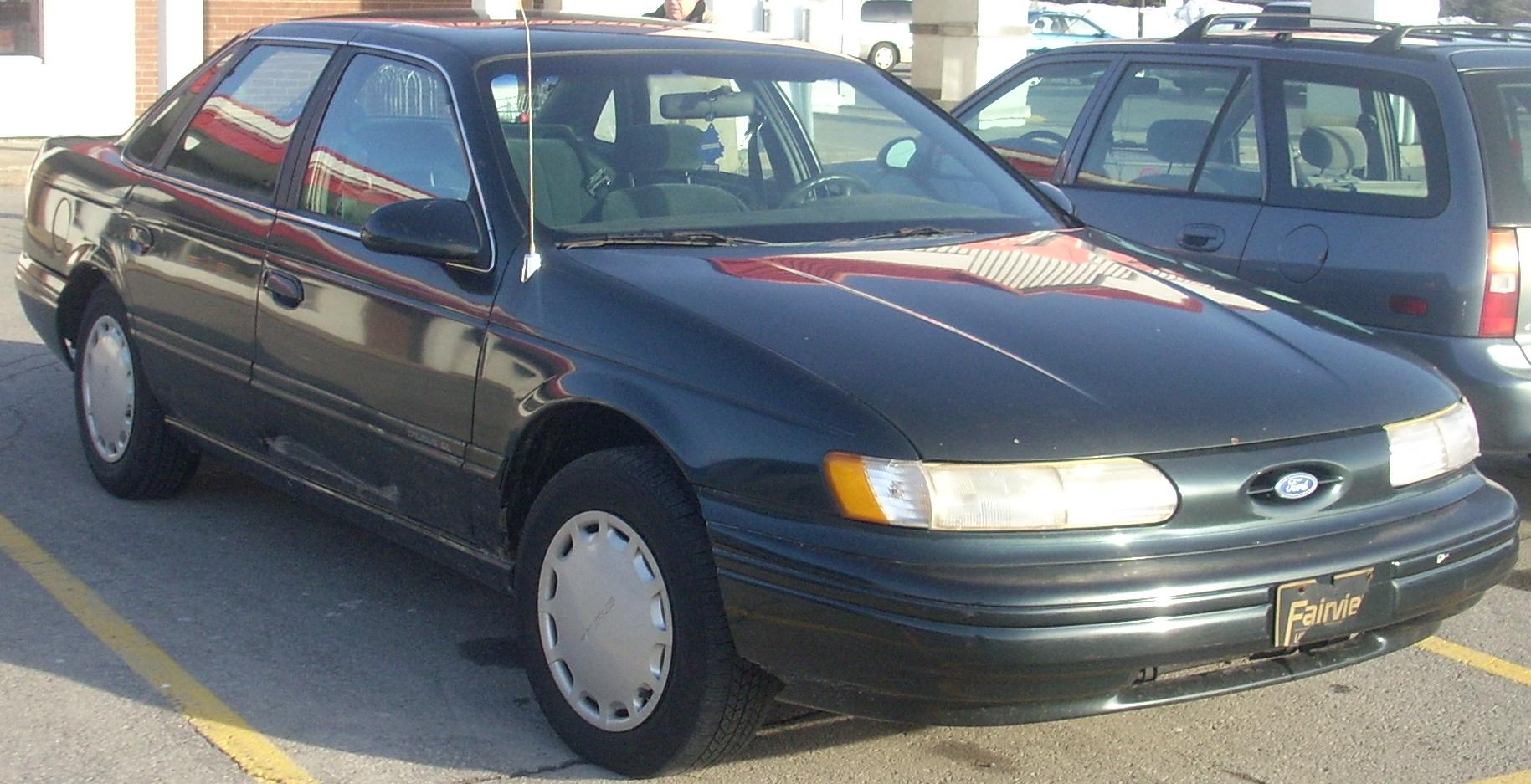
1993-95 Taurus II GL
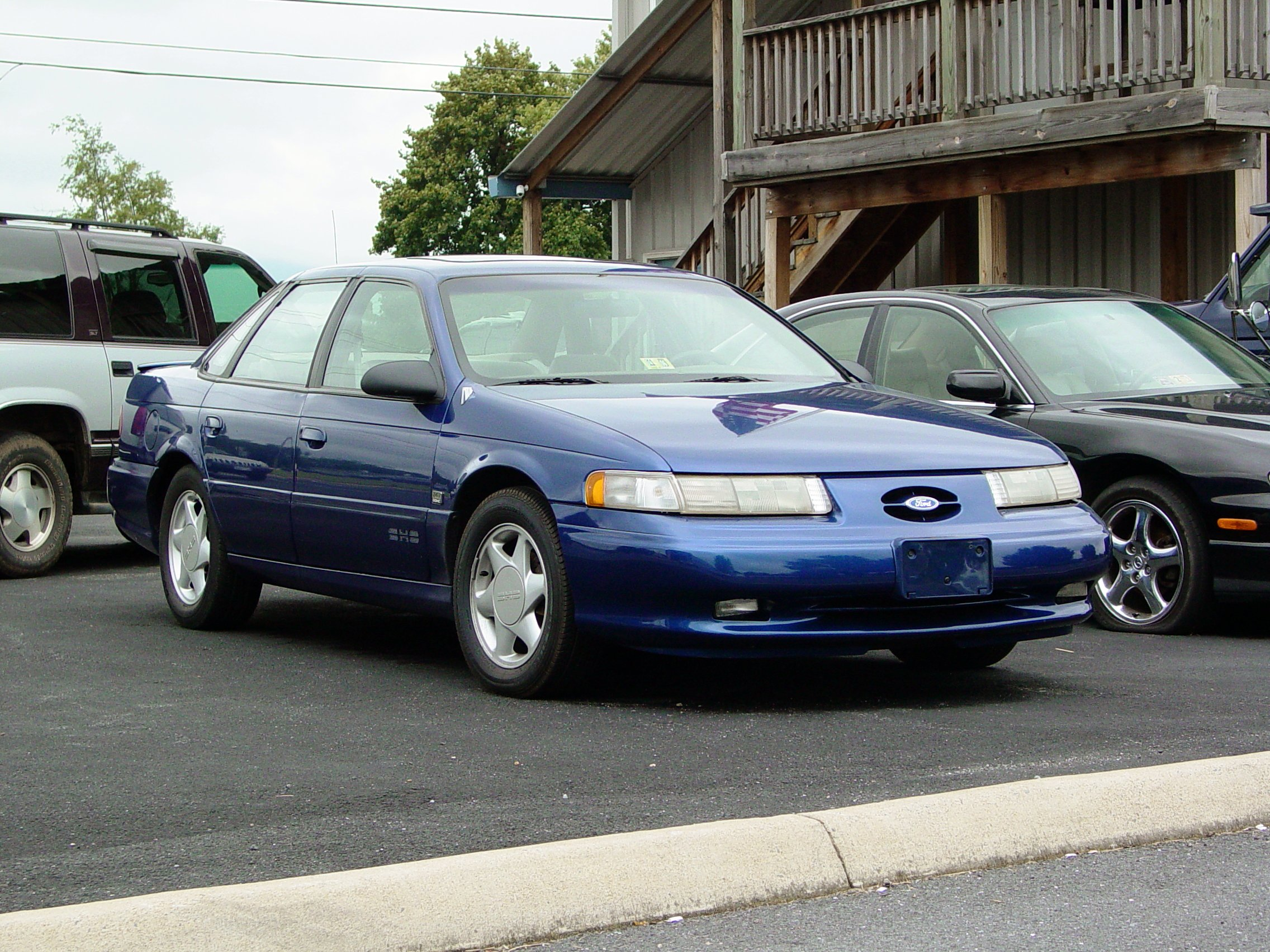
Taurus II SHO
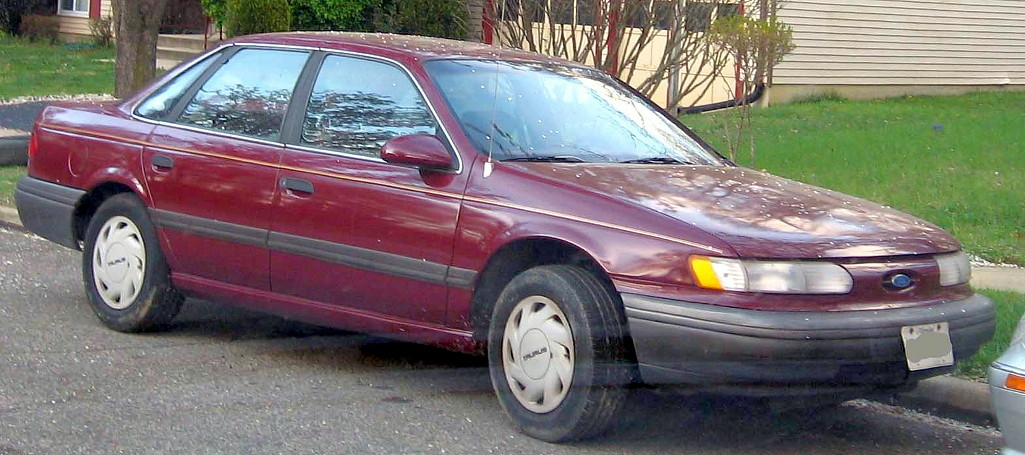
1992 Taurus II
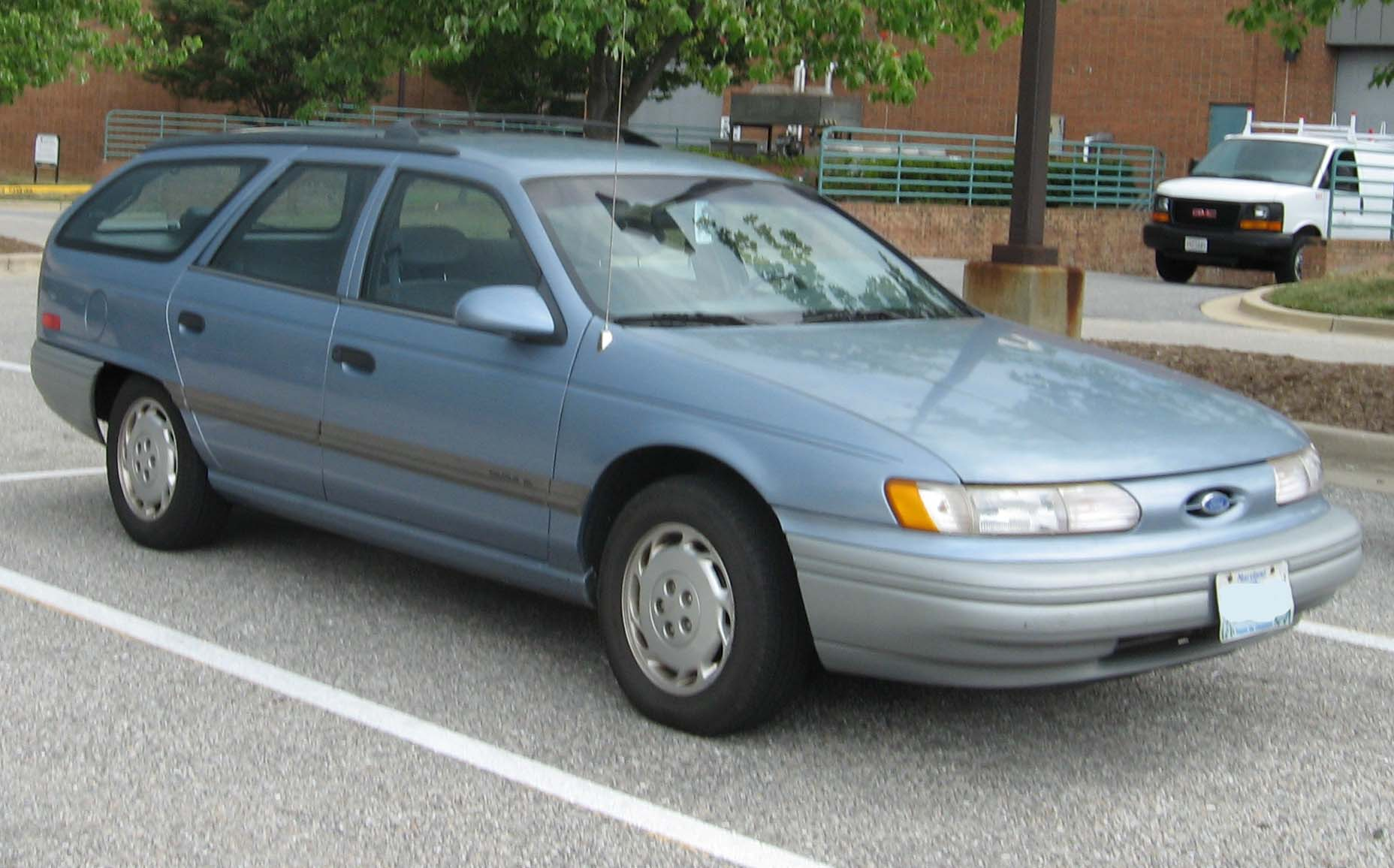
Taurus II Wagon GL

## Troisième génération (1995-1999)

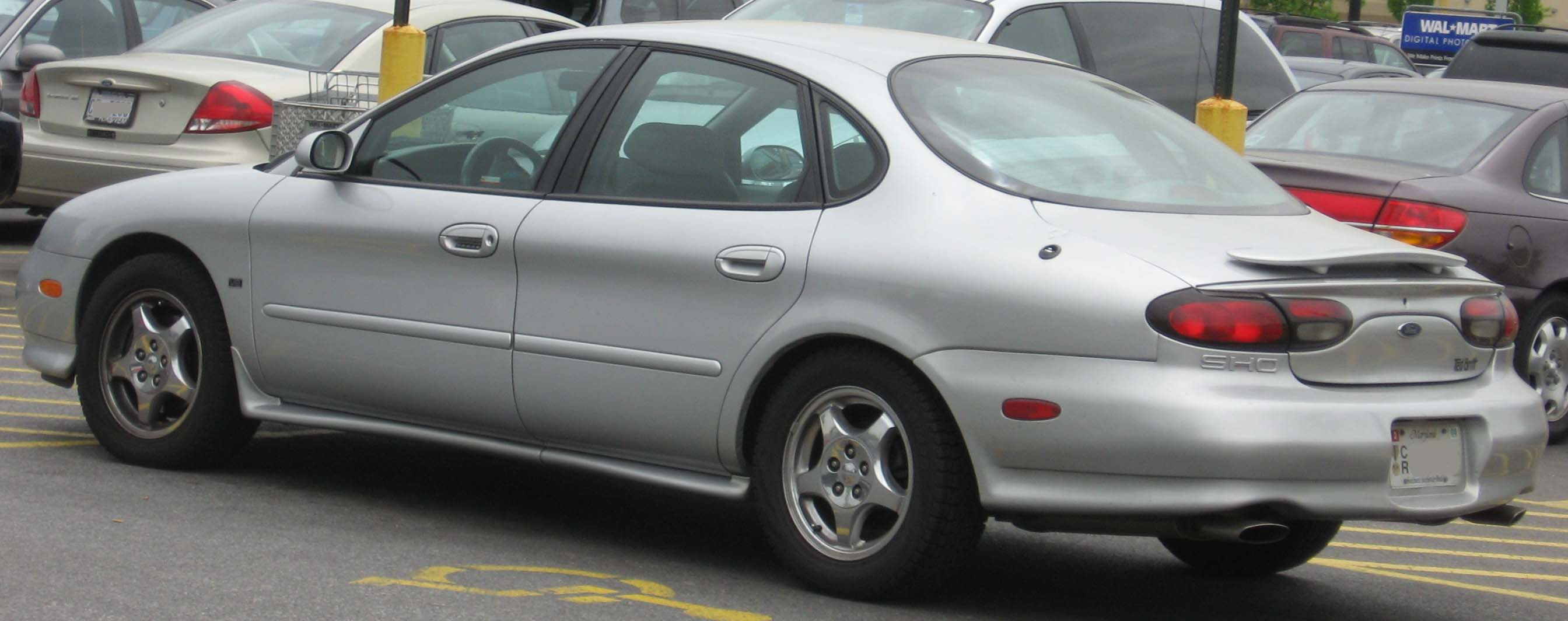
Taurus III SHO

La troisième génération de Taurus change totalement de style. Elle adopte ainsi un dessin tout en courbe qui tranche complètement avec les générations précédentes. Elle se caractérise aussi par l'adoption de phares avant ronds. Par rapport à la précédente, la Taurus gagne quatorze centimètres en longueur et quatre en largeur. Elle a été lancée fin 1995 et remplacée dès 1999.

### Version break

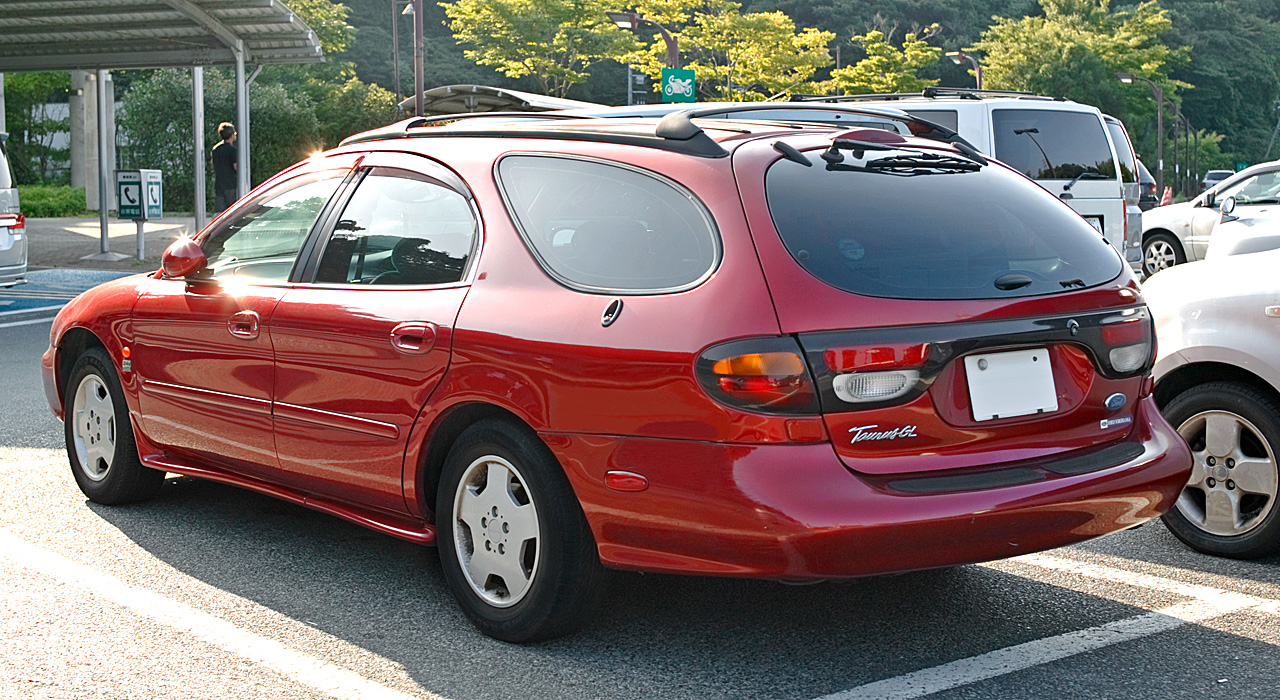
Taurus III Wagon

Comme pour la berline, le break Wagon rompt complètement avec le style de la précédente version. Il perd ses formes carrées pour des courbes qui lui permettent  de cacher sa grande taille (5,07 m, soit cinq centimètres de plus que la berline).

### Version SHO
La troisième génération de Taurus SHO reprend le style de la berline en ajoutant des bas de caisse spécifiques et un petit aileron à l'arrière. Elle abandonne les V6 3 litres et 3,2 litres des précédentes SHO pour un gros V8 3,4 litres développant 235 ch.

### Motorisations
La Taurus III dispose de trois moteurs essences :
- V6 3.0 SFi 145 ch.
- V6 3.0 200 ch.
- V8 3.4 235 ch. Version SHO.

Ces moteurs sont couplés avec une boîte automatique à quatre rapports.

### Galerie photos

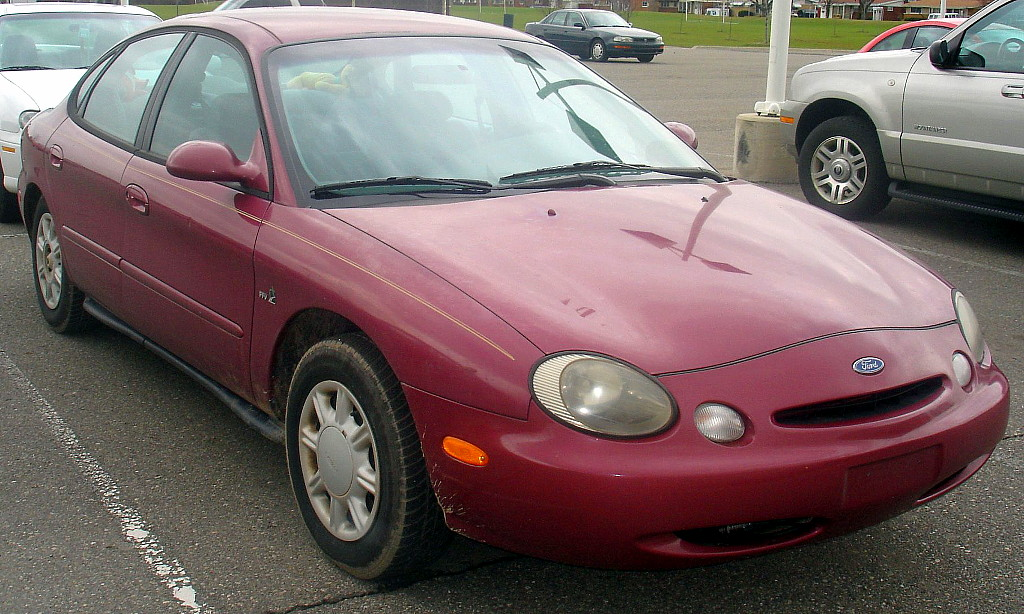
Taurus III
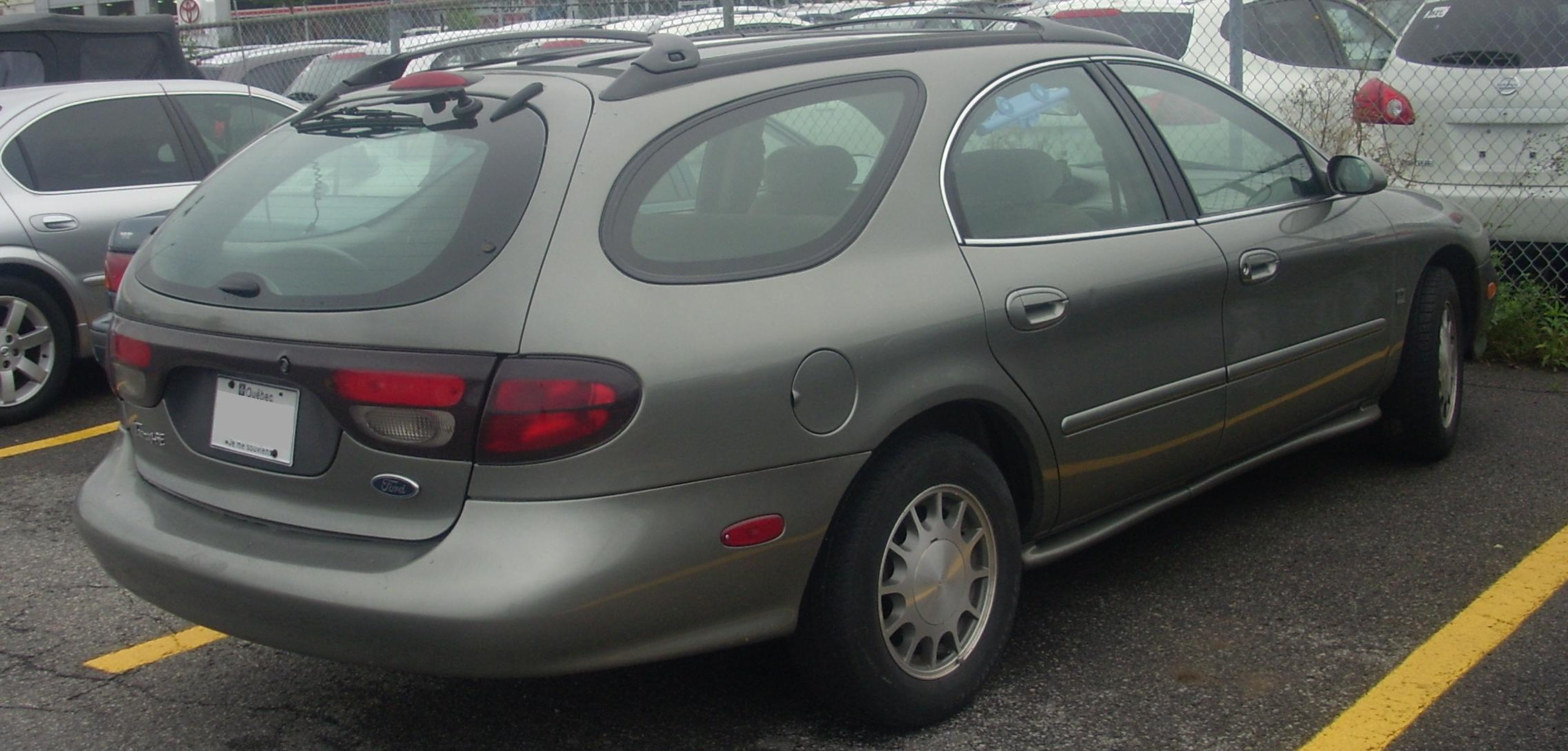
1998-99 Taurus III Wagon SE
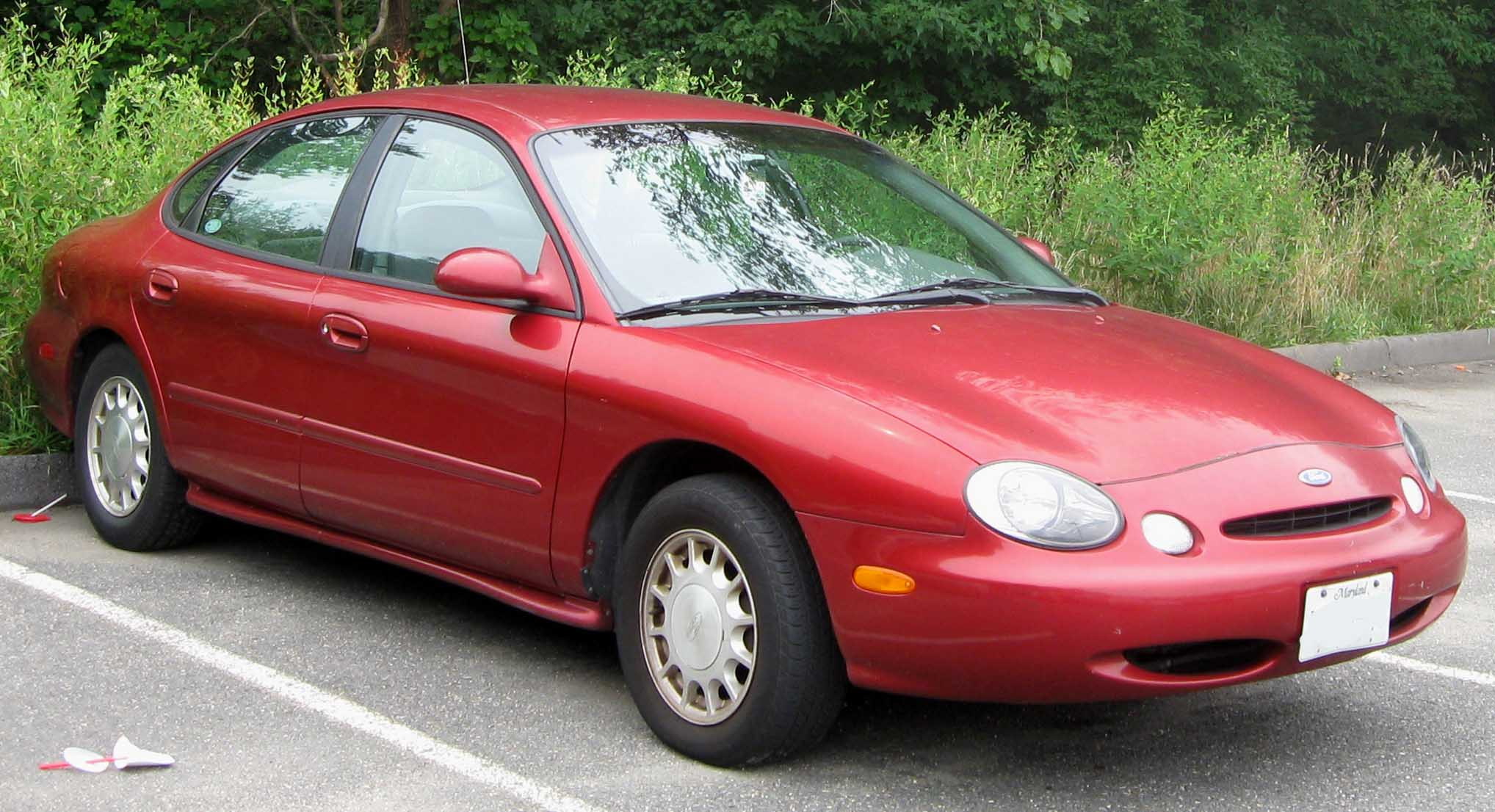
1996-97 Taurus III
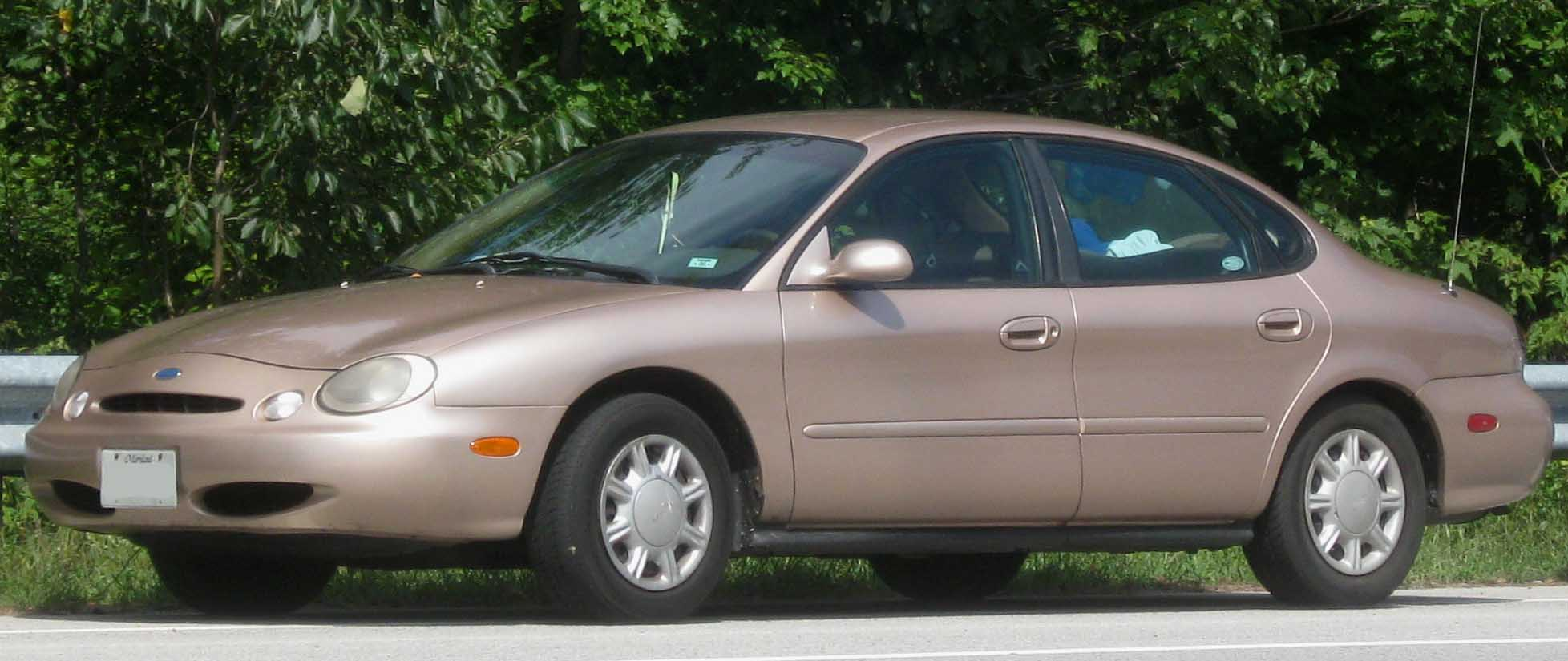
1996-97 Taurus III
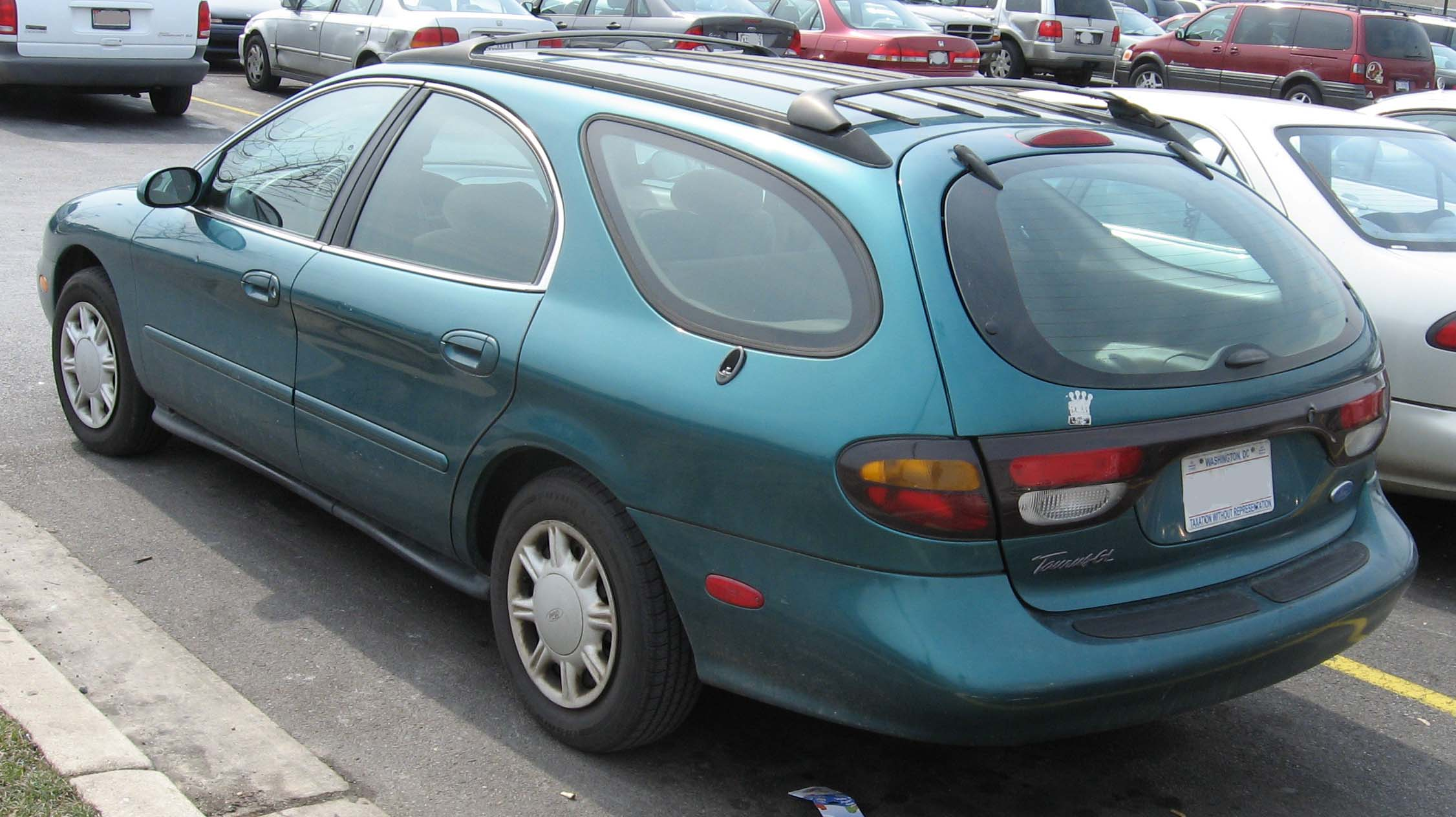
Taurus III Wagon
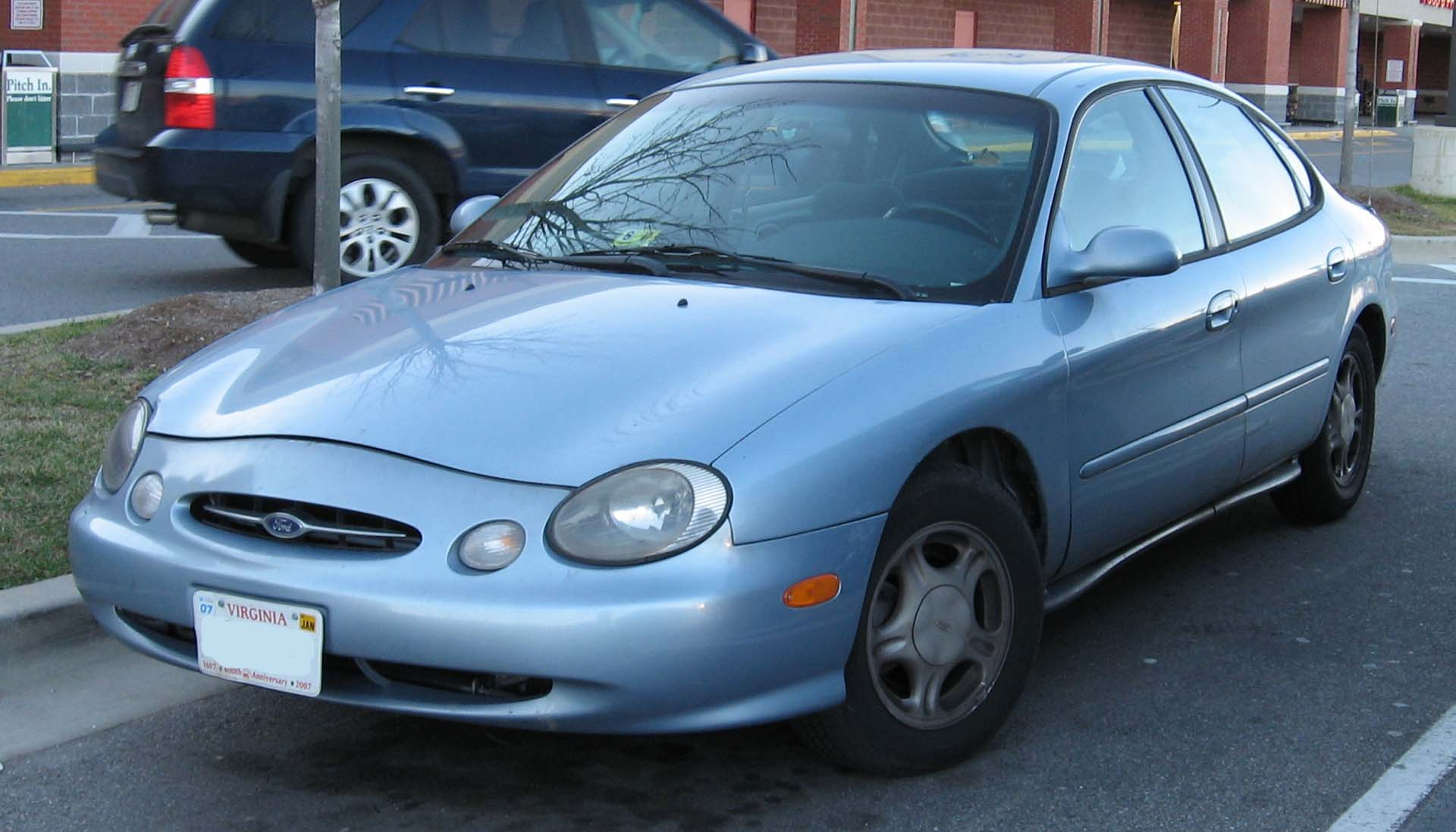
1998-99 Taurus III
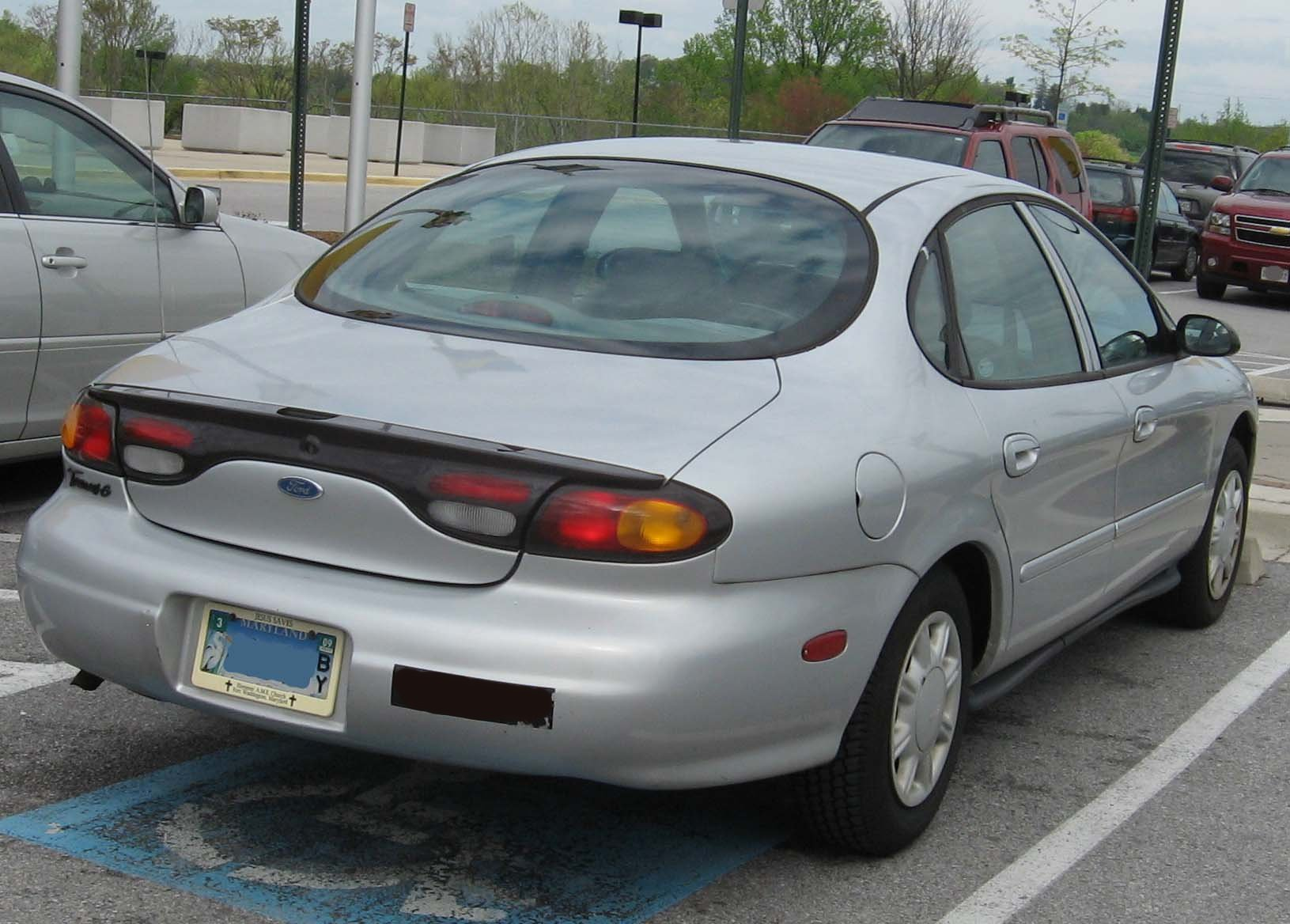
1996-97 Taurus G
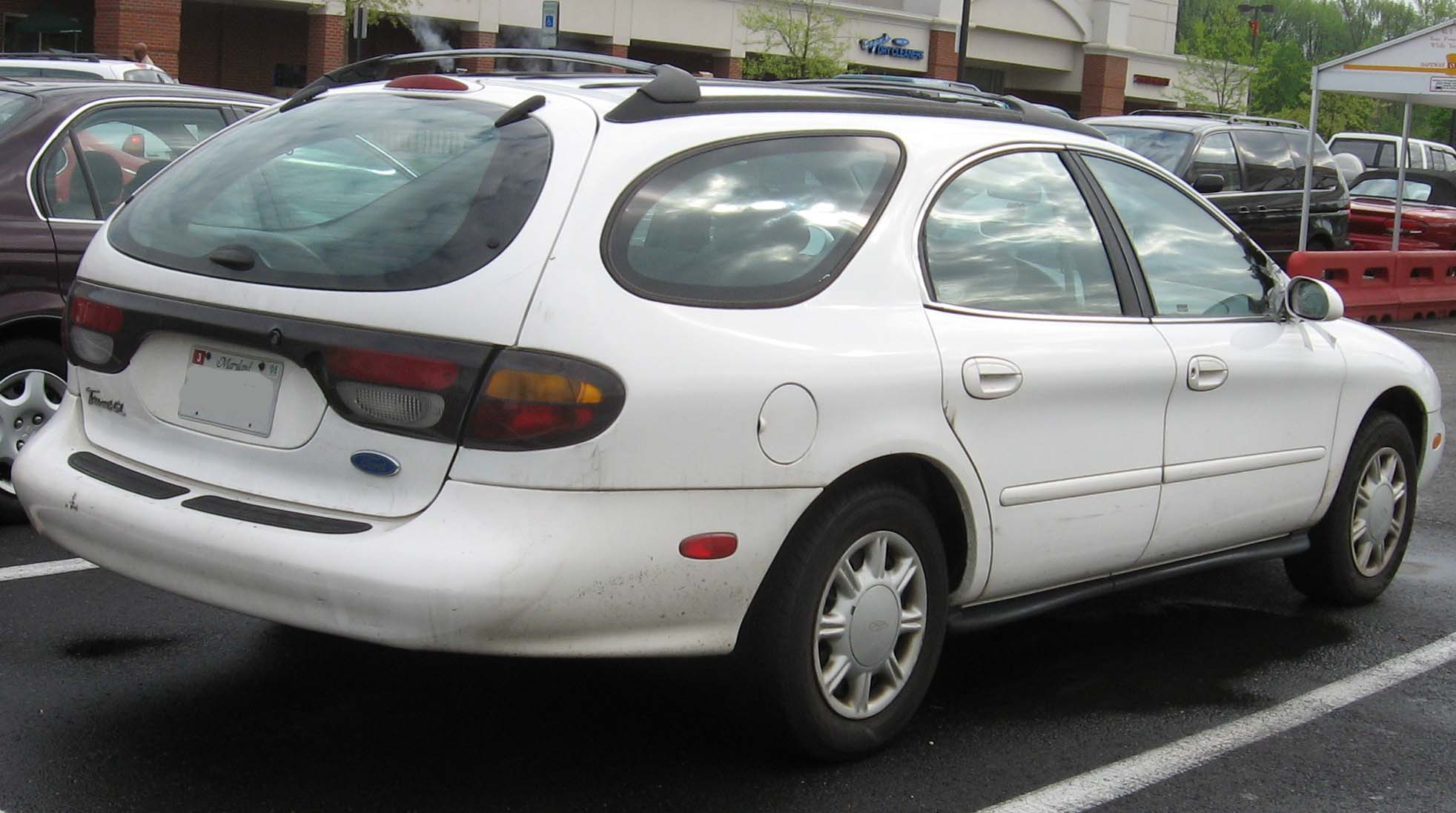
Taurus III Wagon

## Quatrième génération (1999-2006)
Lancée fin 1999, la quatrième génération de Taurus est en fait plus une Taurus III restylée qu'un modèle totalement nouveau. C'est pour cela qu'elle garde le gabarit de celle-ci. Cette génération met un terme à la version sport baptisée SHO après dix ans d'existence, mais conserve sa déclinaison break. Bien qu'elle ait été remplacée dès 2004, elle reste au catalogue jusqu'en 2006.

### Version break

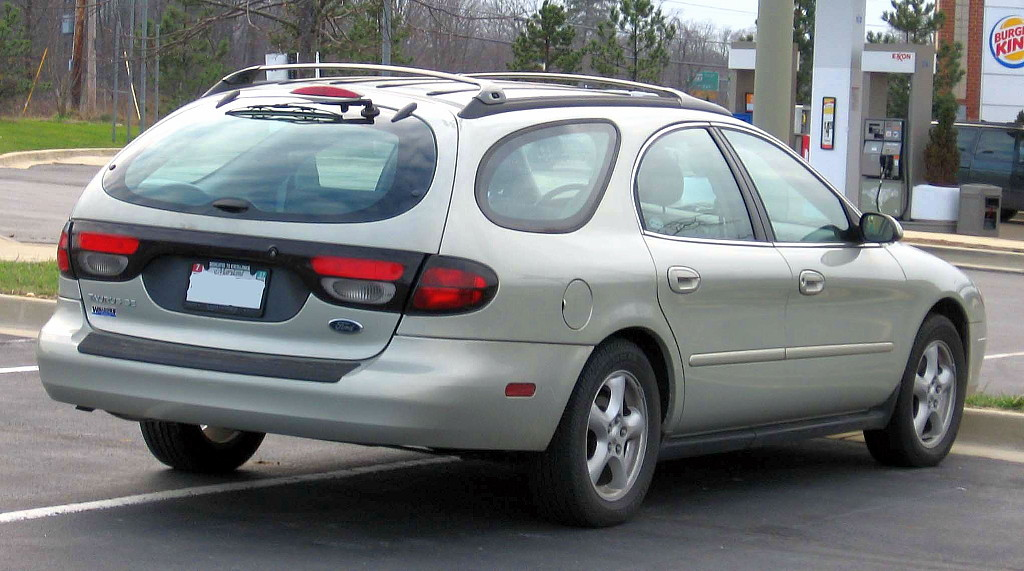
Taurus IV Wagon

La quatrième génération du break est, comme la berline, un simple replâtrage de la précédente Taurus, qui s'en distingue uniquement par la disparition des phares ronds pour des phares plus conventionnels.

### Motorisations
La Taurus dispose de  deux moteurs essences :
- V6 3.0 SFi 155 ch.
- V6 3.0 200 ch.

Elle est équipée d'une boîte automatique à quatre rapports.

### Galerie photos

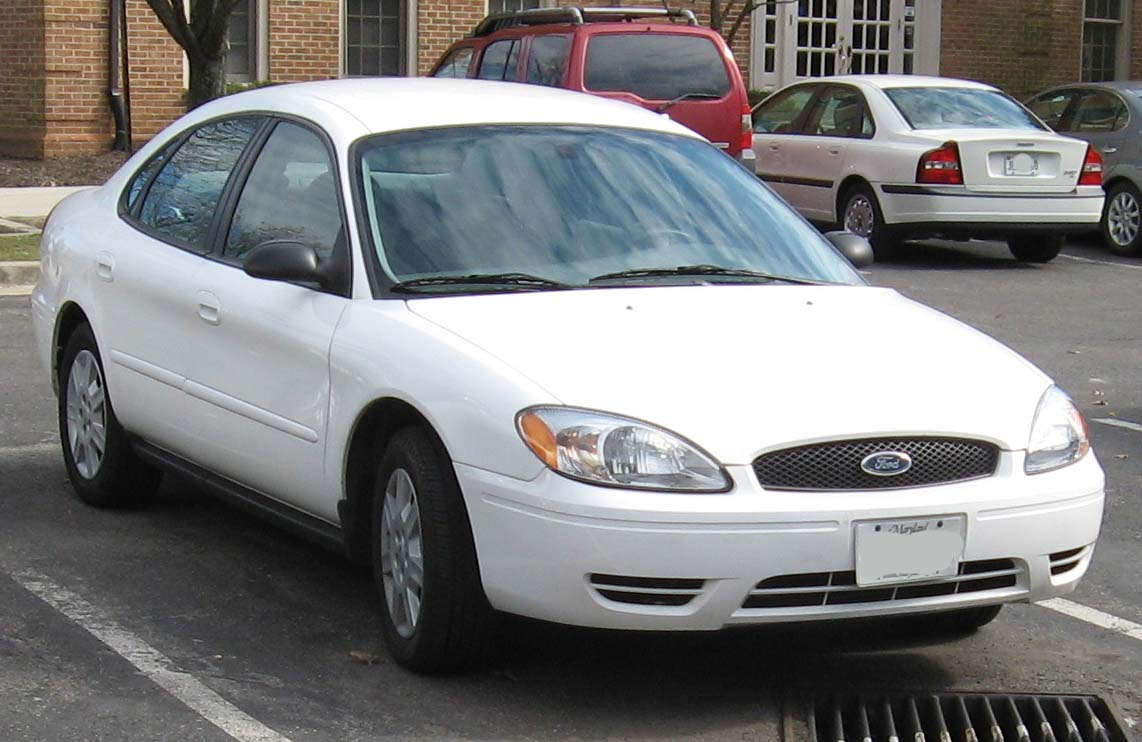
2004-07 Taurus IV
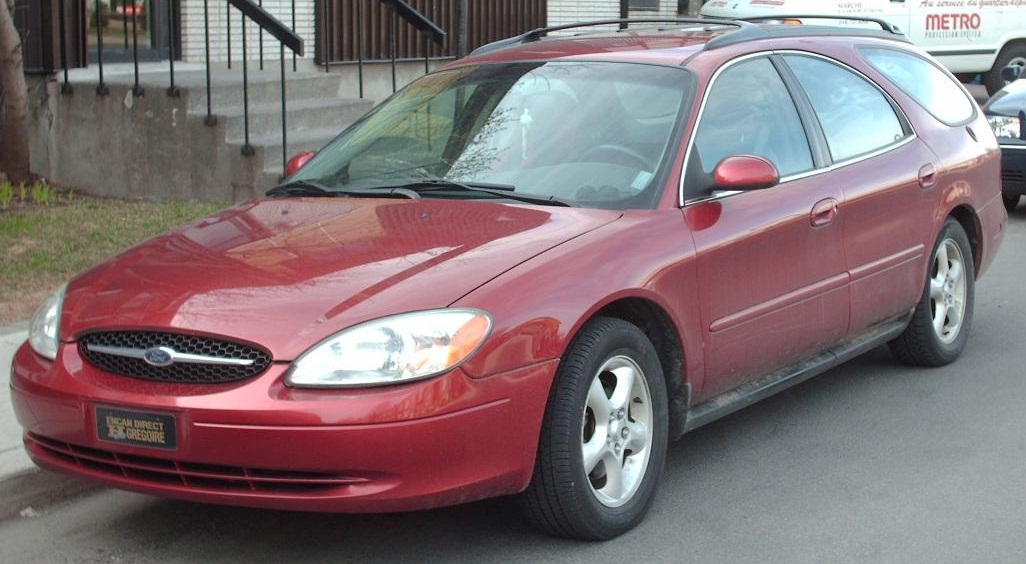
2000-02 Taurus IV Wagon
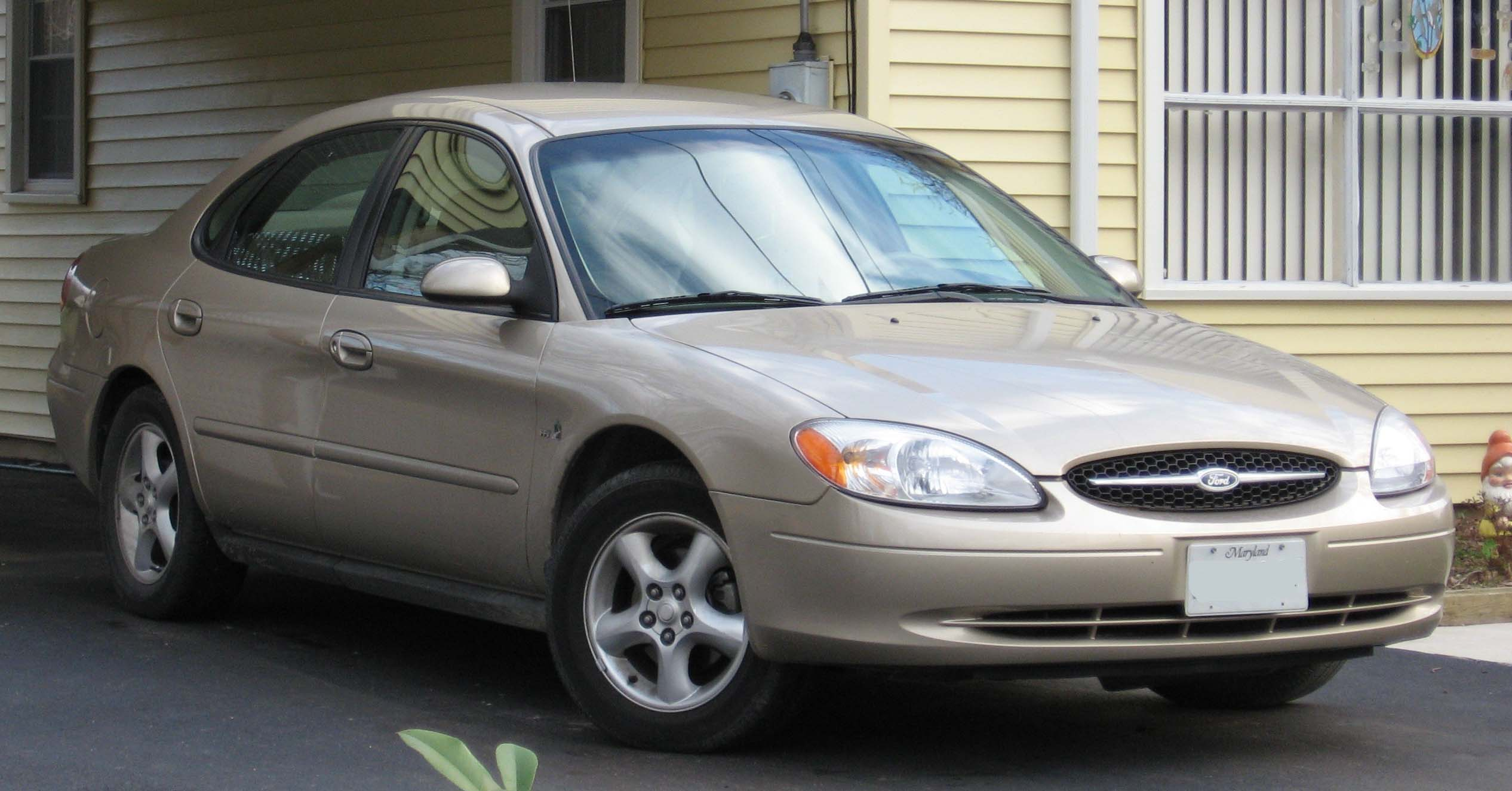
2000-03 Taurus IV
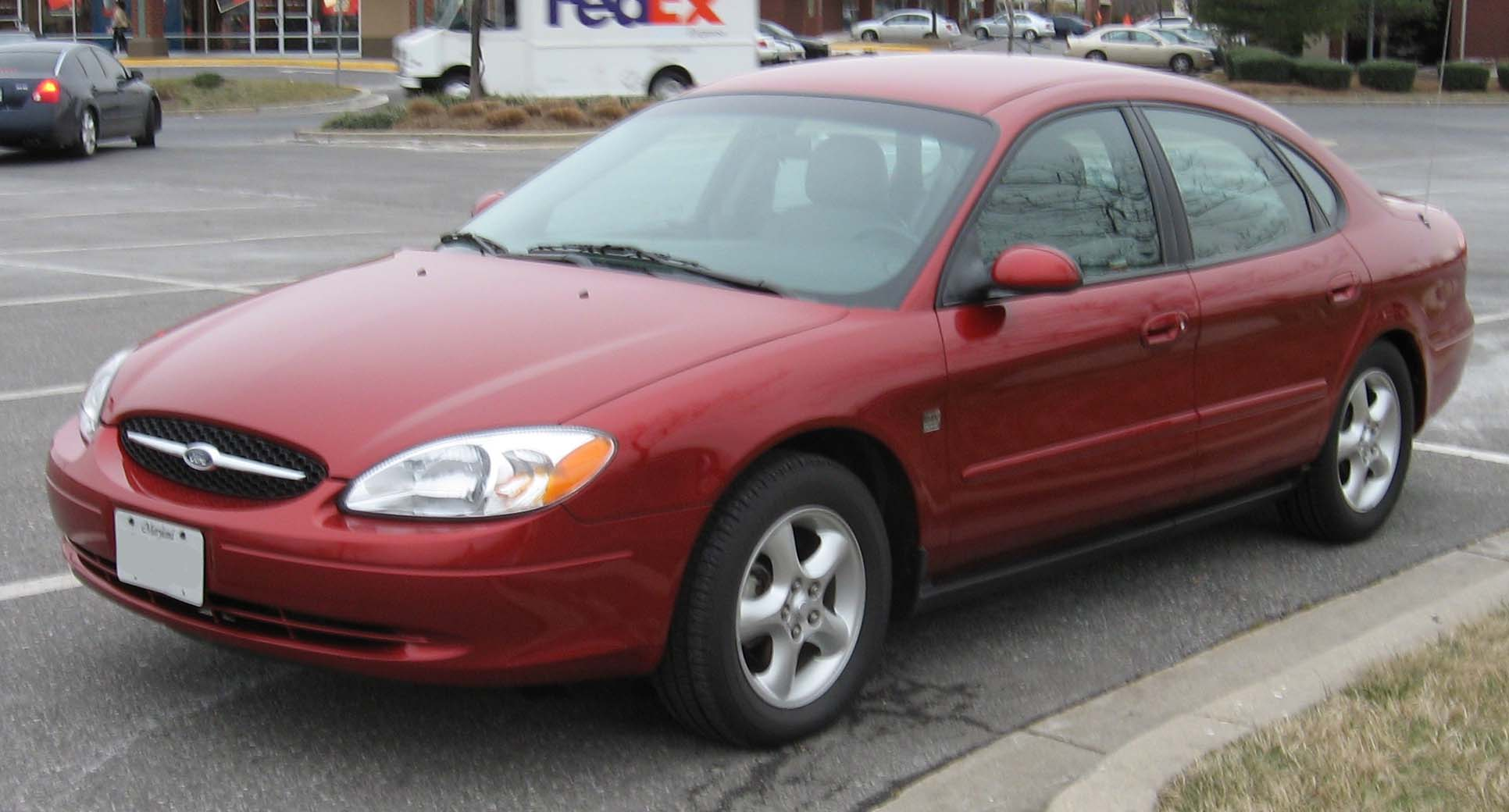
2000-03 Taurus IV
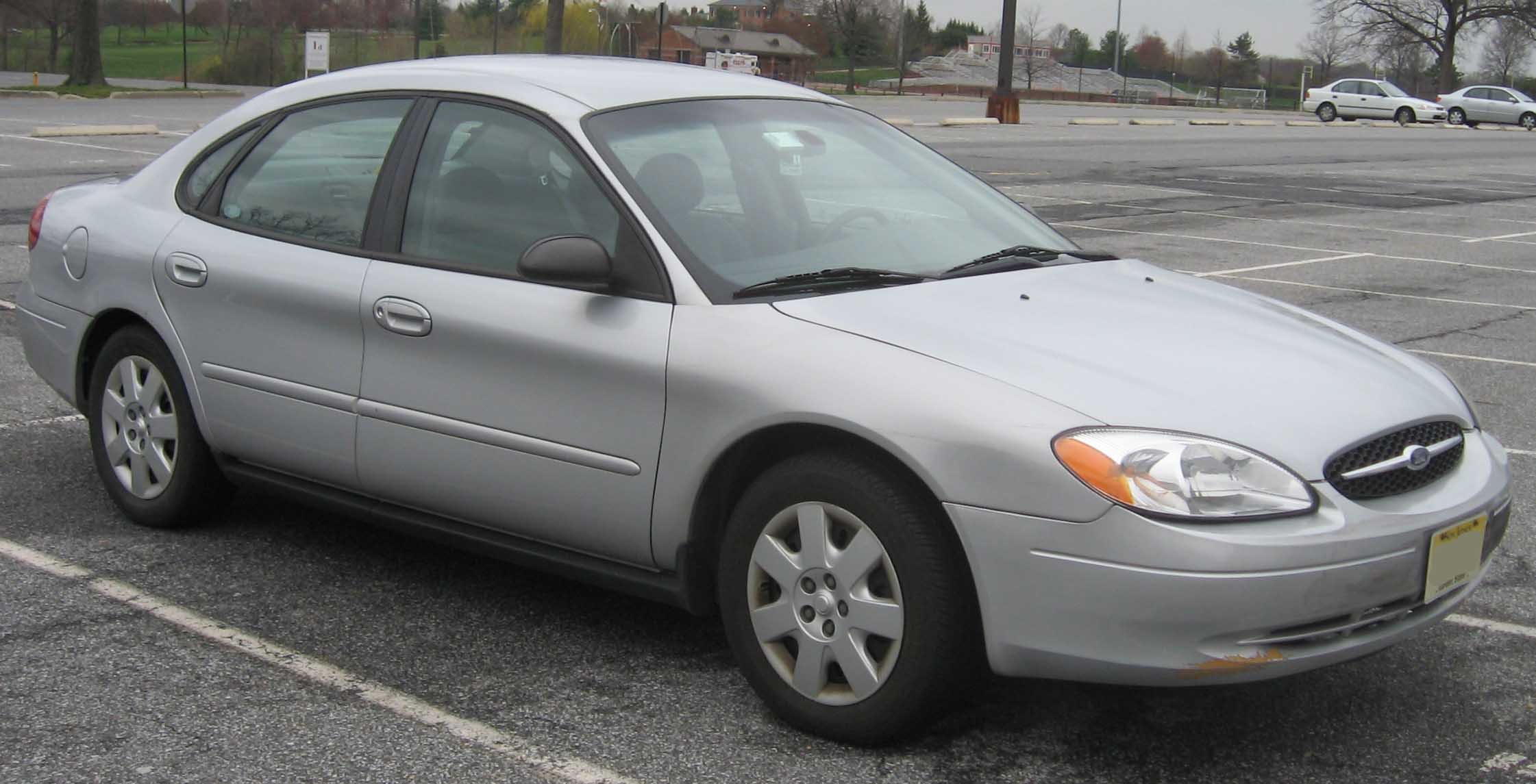
Taurus IV LX
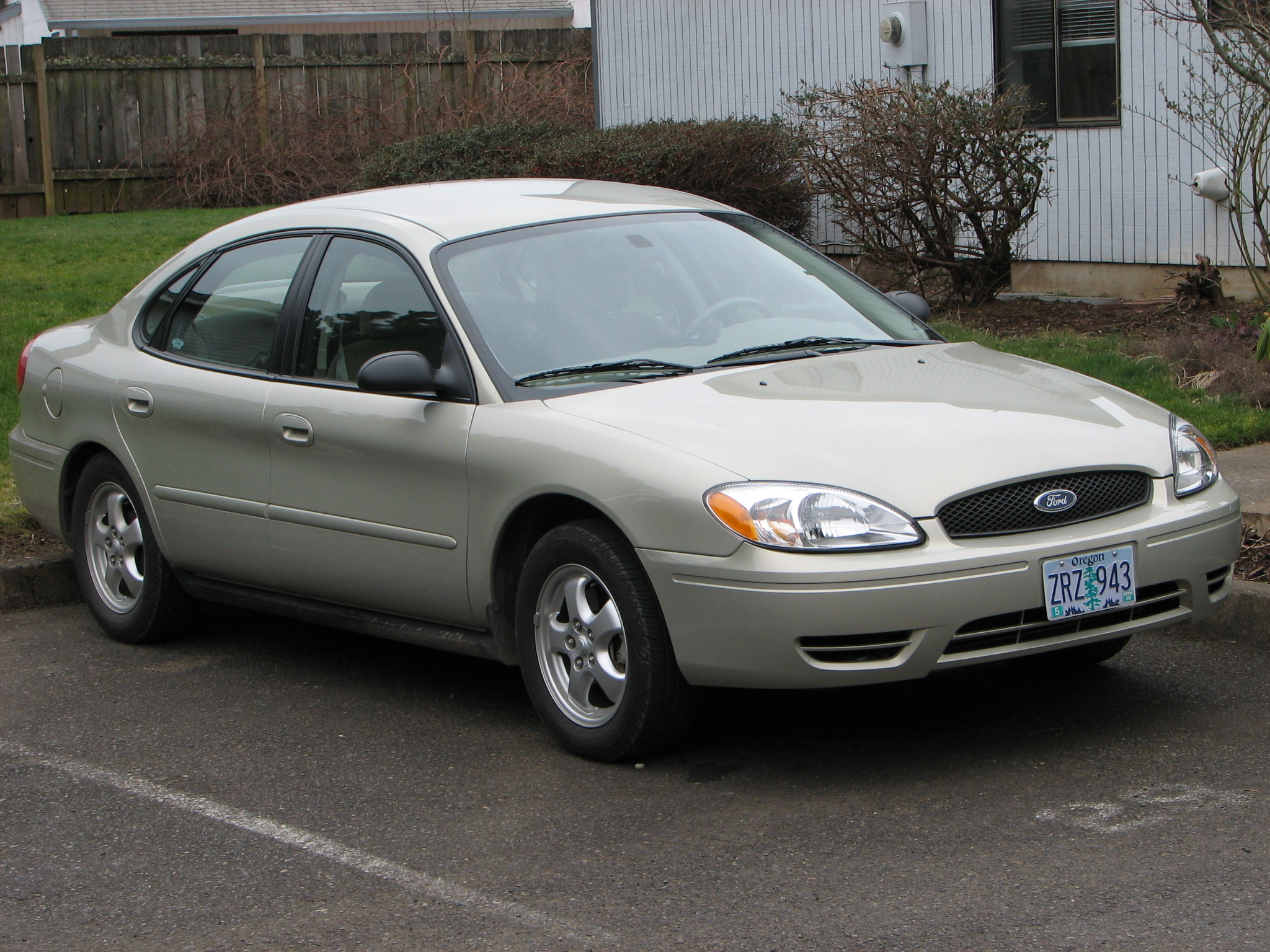
2005 Taurus IV
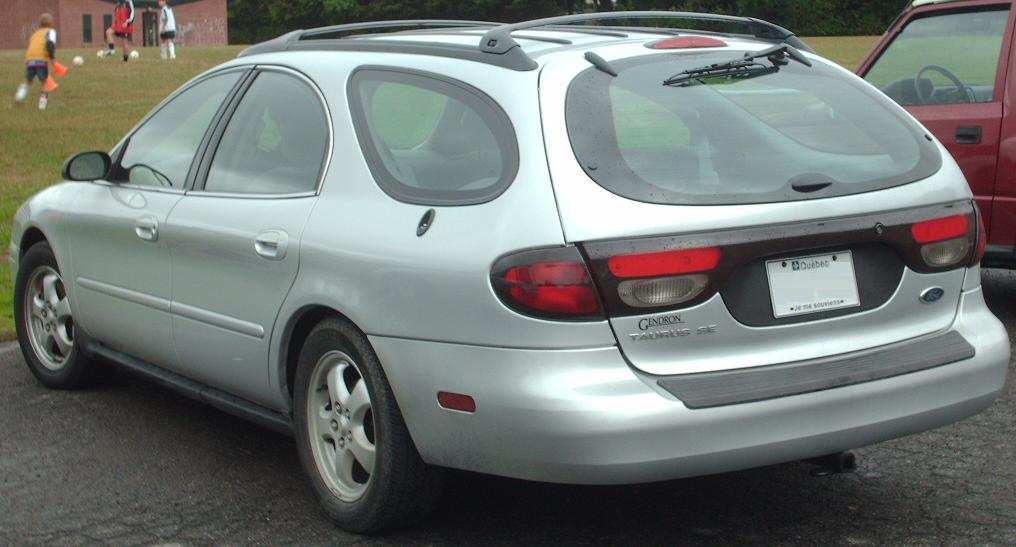
2004-05 Taurus IV Wagon
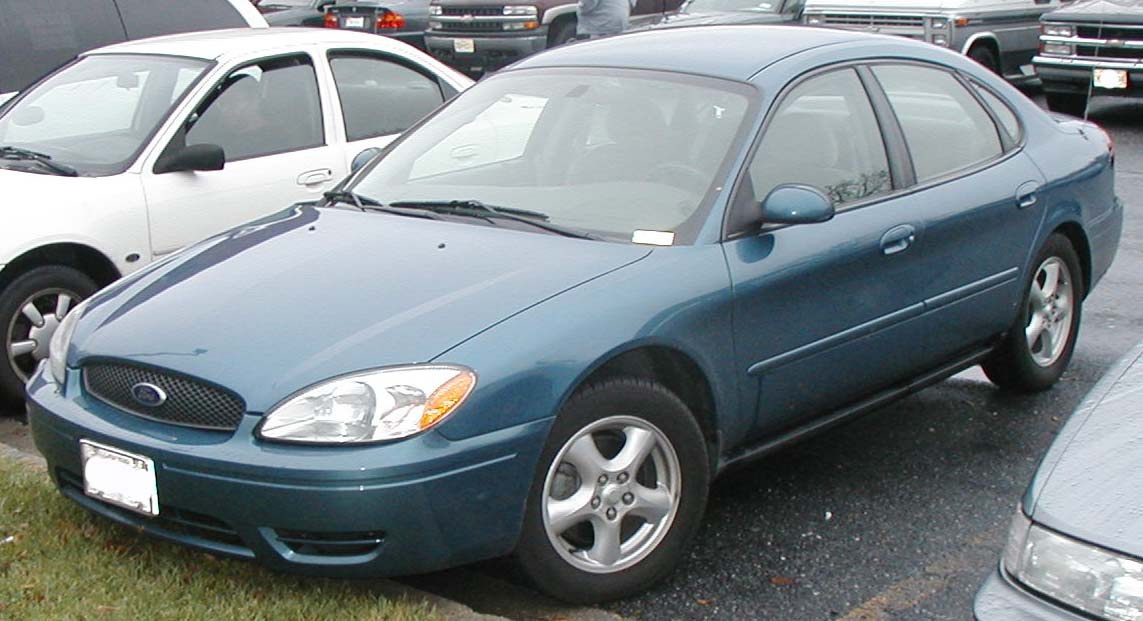
Taurus IV

## Ventes aux États-Unis[2]
| Année       | Ventes    | Diff.    |
| ----------- | --------- | -------- |
| 1985 à 1991 | NC        |          |
| 1992        | 409 751   |          |
| 1993 à 1994 | NC        |          |
| 1995        | 366 266   |          |
| 1996        | 401 049   | + 8,8 %  |
| 1997        | 357 162   | - 10,9 % |
| 1998        | 371 074   | + 3,9 %  |
| 1999        | 368 327   | - 0,7 %  |
| 2000        | 382 035   | + 3,7 %  |
| 2001        | 353 560   | - 7,5 %  |
| 2002        | 332 690   | - 5,9 %  |
| 2003        | 300 496   | - 9,7 %  |
| 2004        | 248 148   | - 17,4 % |
| 2005        | 196 919   | - 20,6 % |
| 2006        | 174 803   | - 23,3 % |
| Total       | 4 262 280 |          |

## Disparition et renouveau
Dès 2004, Ford a commencé à remplacer peu à peu la Taurus. Celle-ci devait à terme laisser place à trois modèles différents :
- La Fusion, qui remplace les versions de base de la Taurus.
- La Five Hundred, qui remplace les versions haut-de-gamme de la Taurus.
- Le Freestyle, qui remplace le break Taurus.

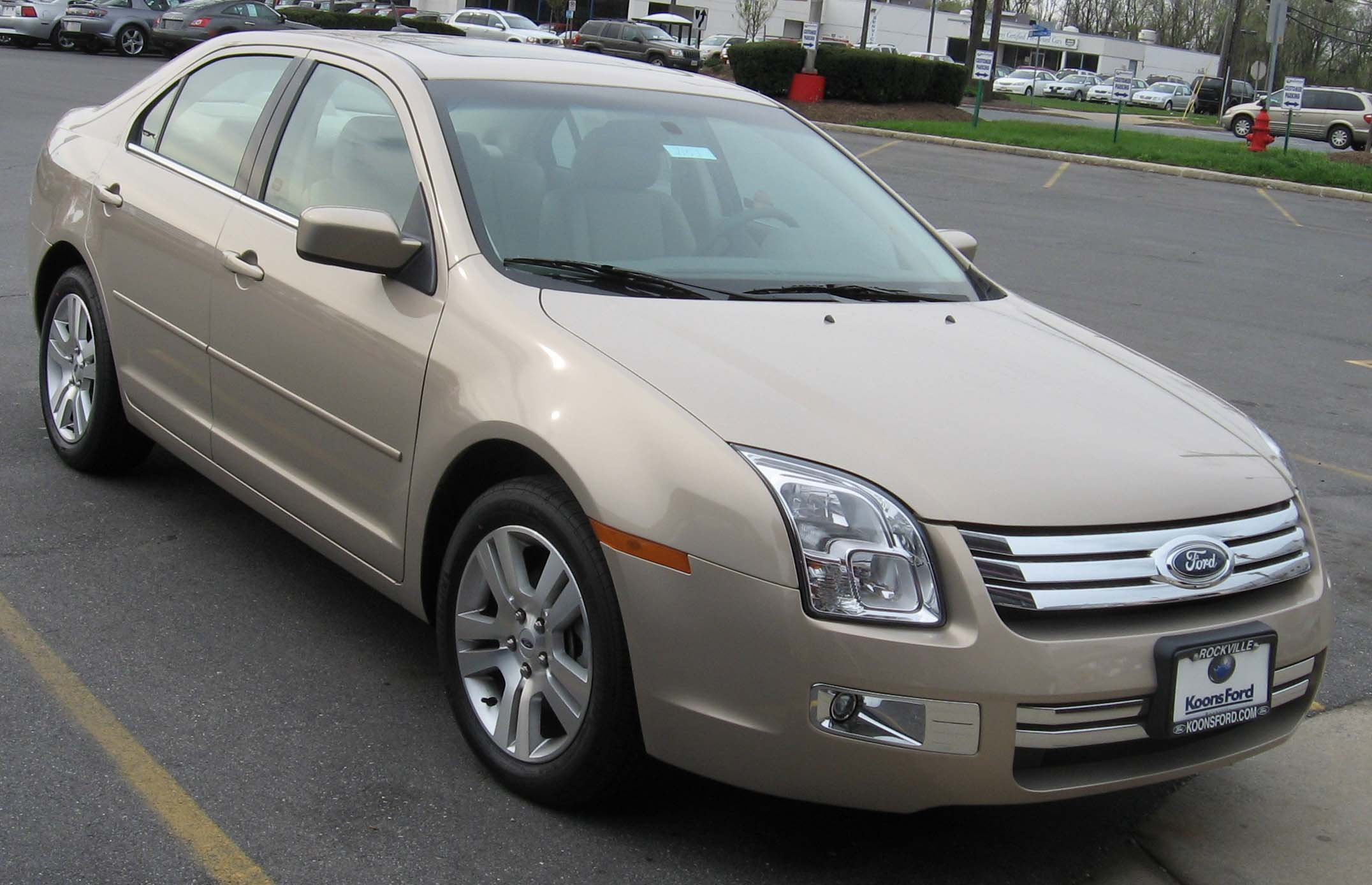
Fusion
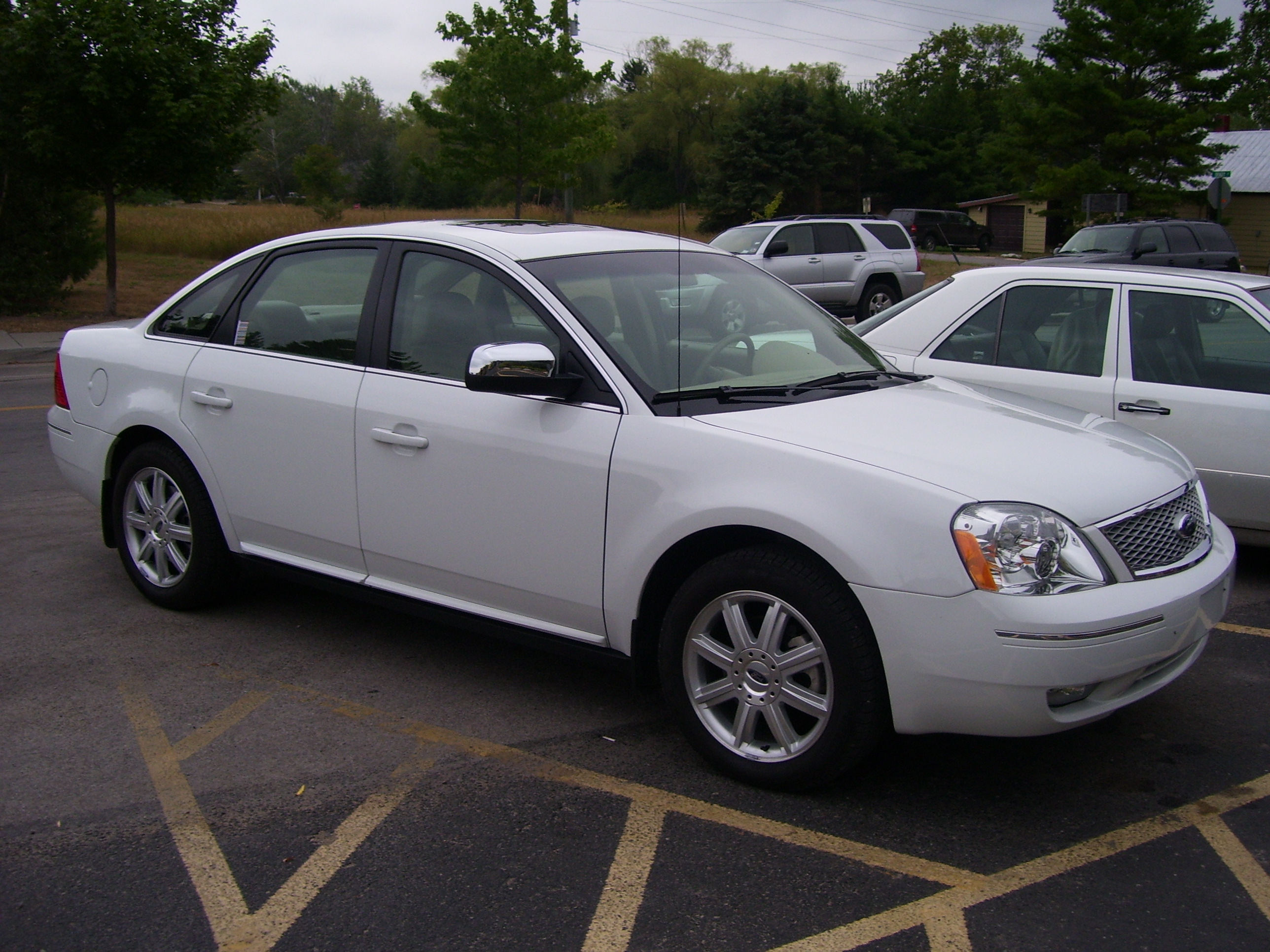
Five Hundred
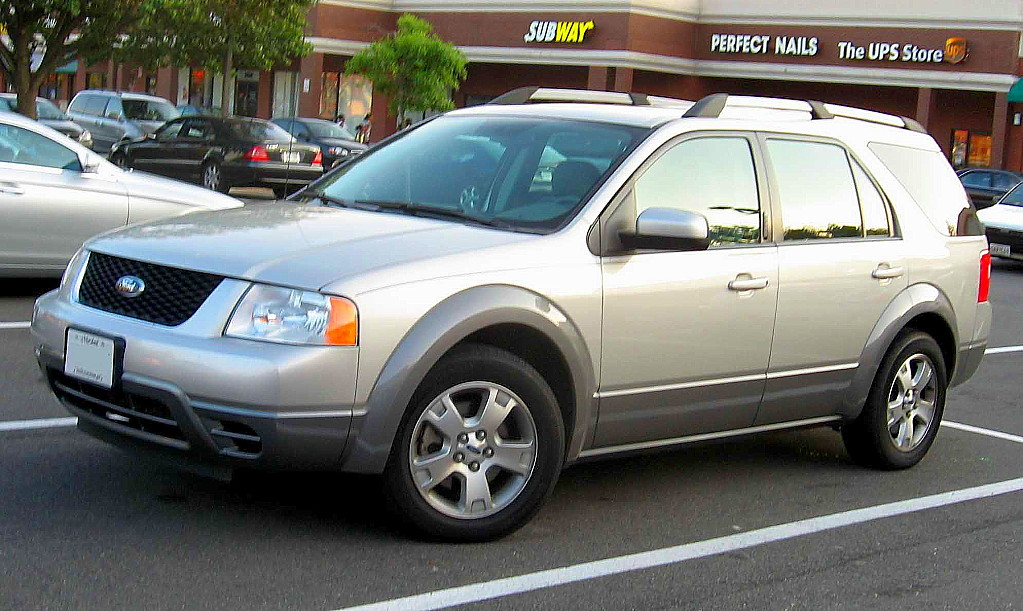
Freestyle.

Mais face à la mévente de la grande Five Hundred, Ford a décidé de la restyler en 2007 et de lui faire changer de nom. Ainsi, la Five Hundred est devenue la cinquième Taurus.

## Cinquième génération (2005-2009)
La cinquième Taurus est lancée en mai 2007. Il s'agit en fait d'une Five Hundred restylée qui adopte de nouveaux phares ainsi qu'une calandre chromée. Cette génération marque un renouveau pour la famille Taurus. En effet, ce modèle se veut beaucoup plus luxueux que les précédents et adopte en conséquence un gros V6 3,5 litres. Il délaisse aussi la carrosserie break, qui est remplacée par les Freestyle/Taurus X.

### Motorisation
Un unique moteur essence équipe la Taurus V :
- V6 3.5 263 ch.

Ce moteur est couplé à une boîte automatique à six vitesses et existe aussi avec une transmission intégrale.

### Galerie photos

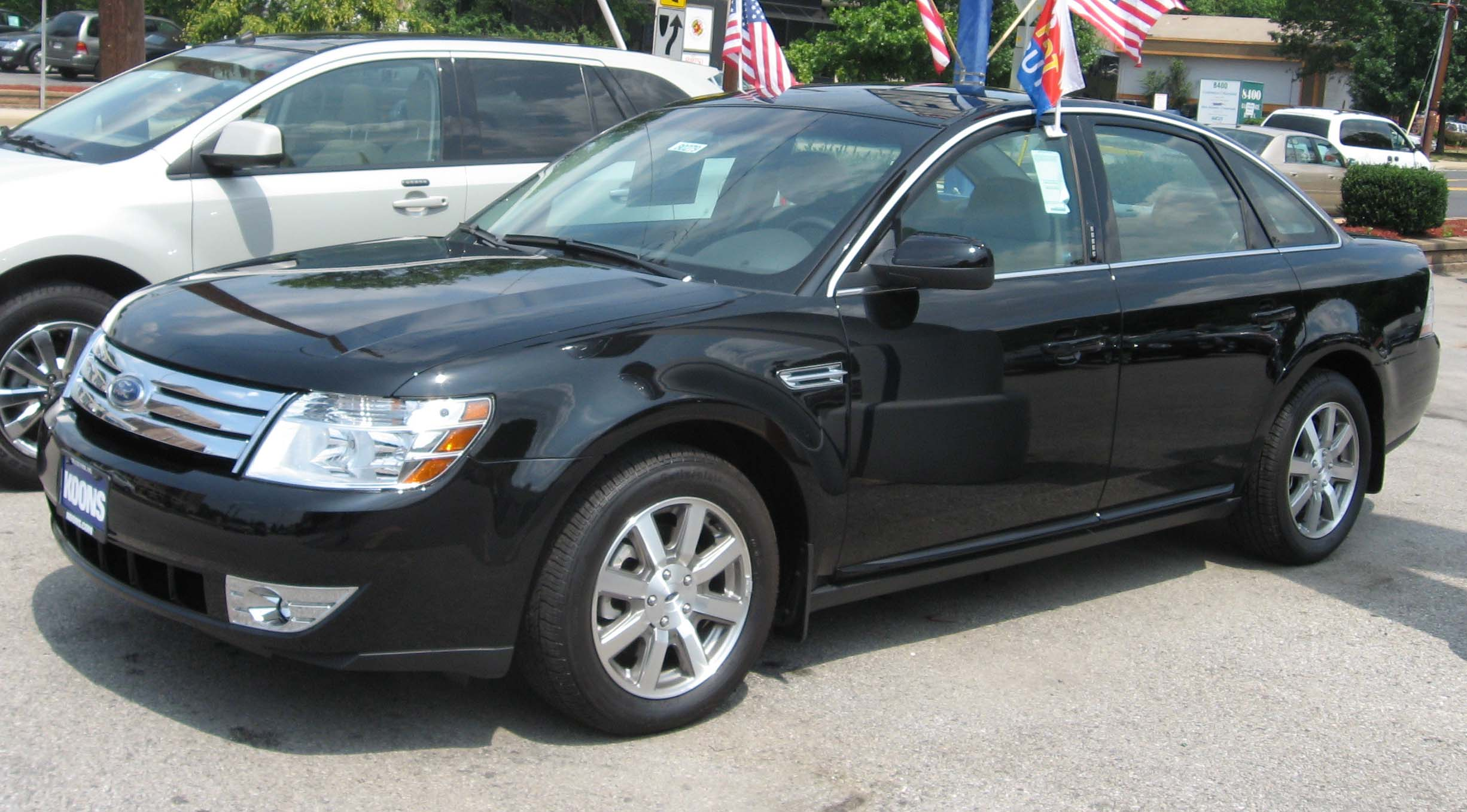
2008 Taurus V SEL
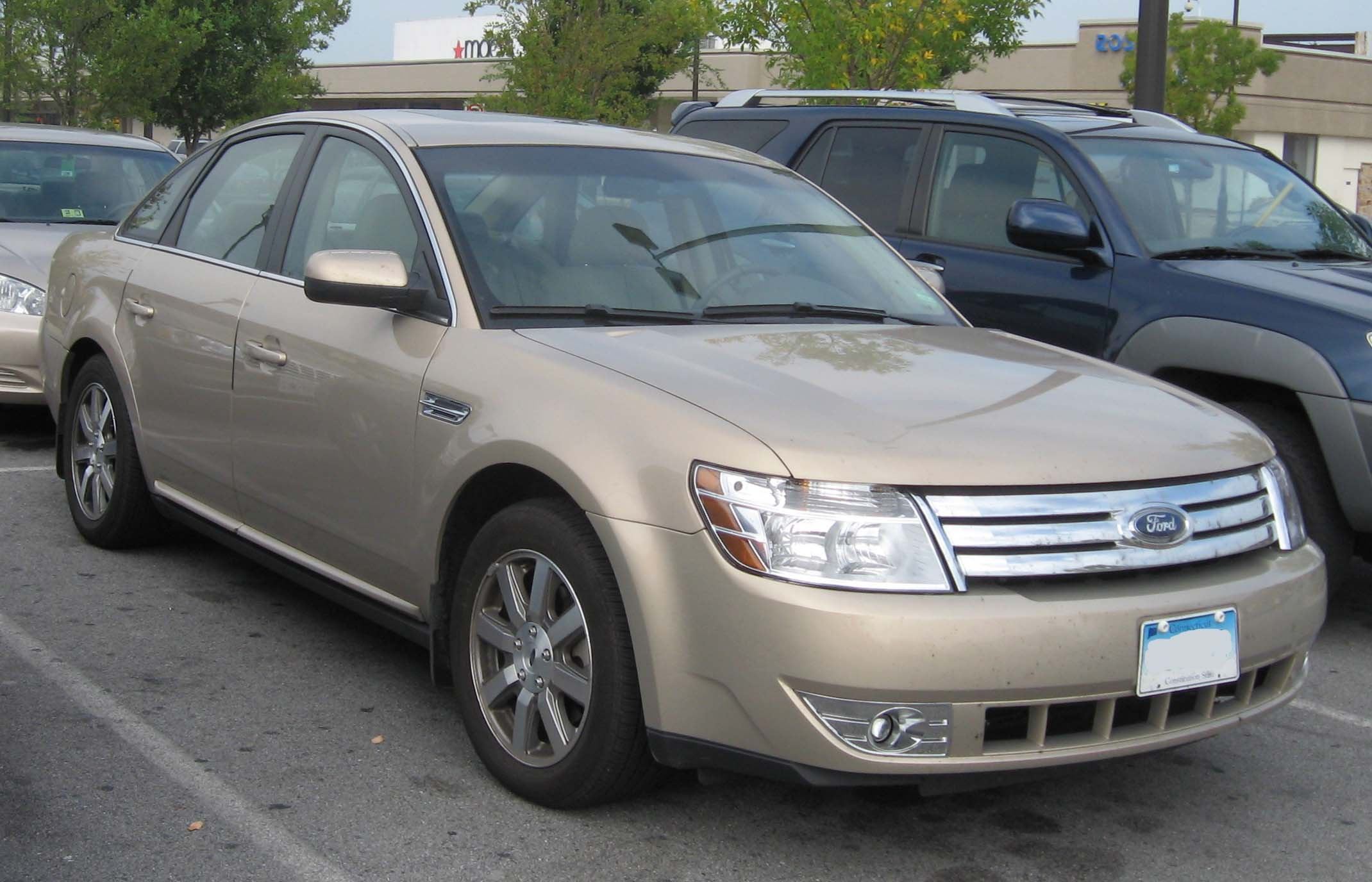
2008 Taurus V SEL
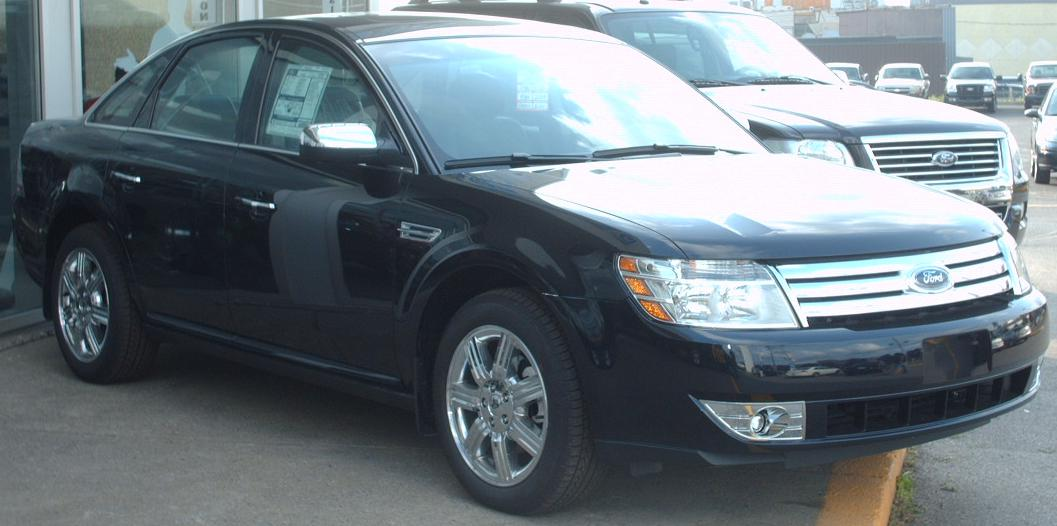
2008 Taurus V
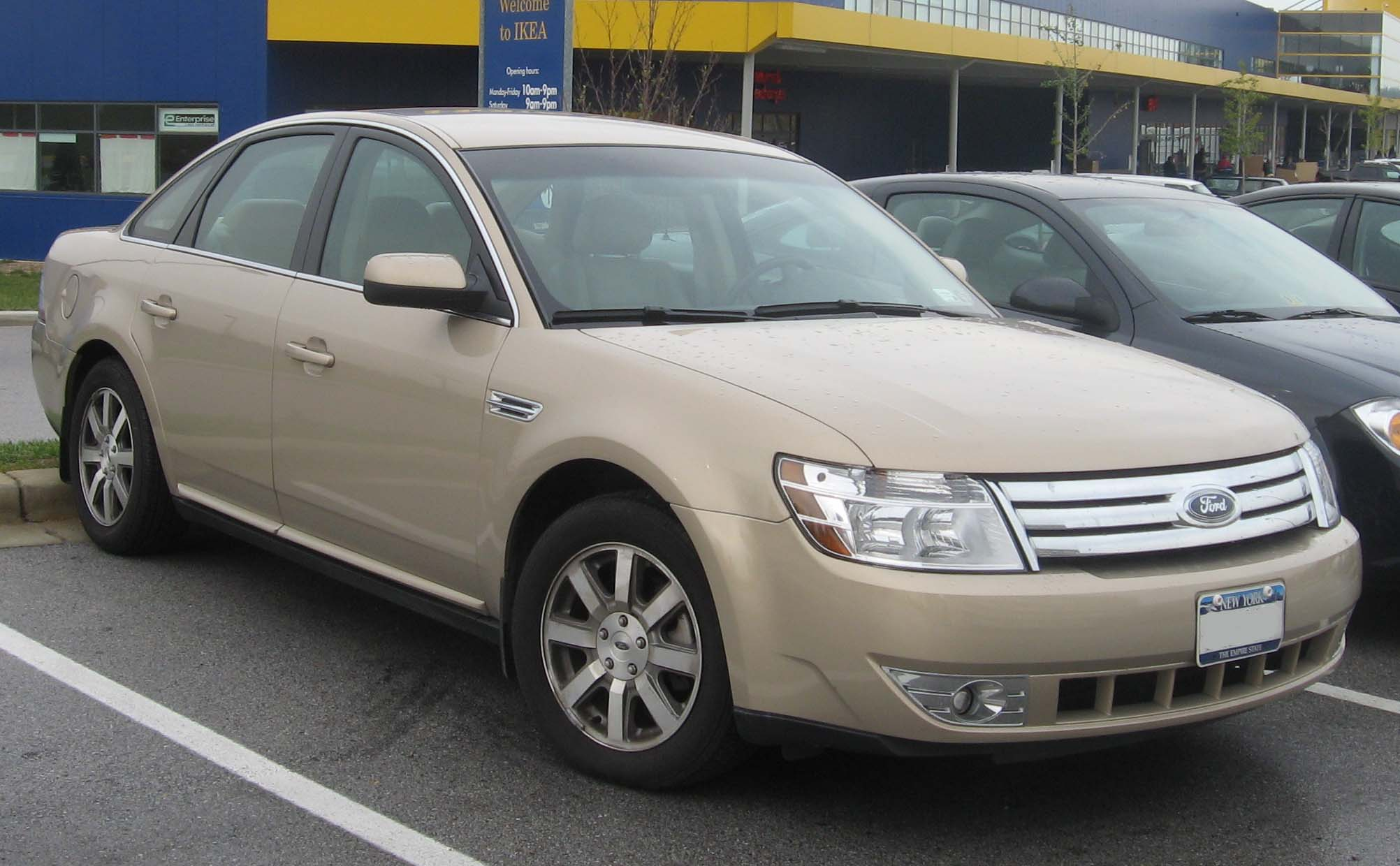
2008 Taurus V SEL
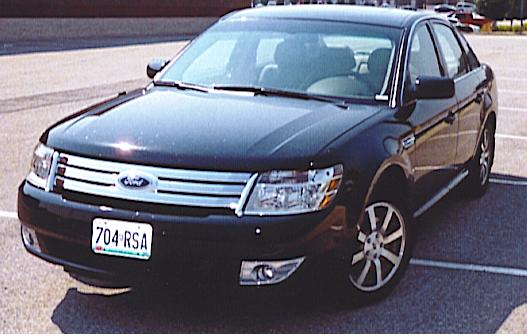
Taurus V

## Sixième génération (2009 - 2019)
La sixième génération de Taurus est dévoilée lors du Salon de Détroit, et est commercialisée durant l'été 2009. Elle se caractérise par son design totalement différent par rapport à la génération précédente, et qui se rapproche du "Kinetic Design" des Ford européennes. Cette nouvelle Taurus marque aussi le retour de l'appellation SHO, disparue en 1999, qui en est la version sportive. Cette génération prendra la place de la Crown Victoria dans la gamme Ford, remplaçant celle-ci comme véhicule vendue au corps policiers d'Amérique du nord. Comme sa devancière, elle est basée sur la plateforme D3 de Ford qu'elle partage entre autres avec la Lincoln MKS.
- (en) : Présentation de la nouvelle Taurus.

### Version SHO

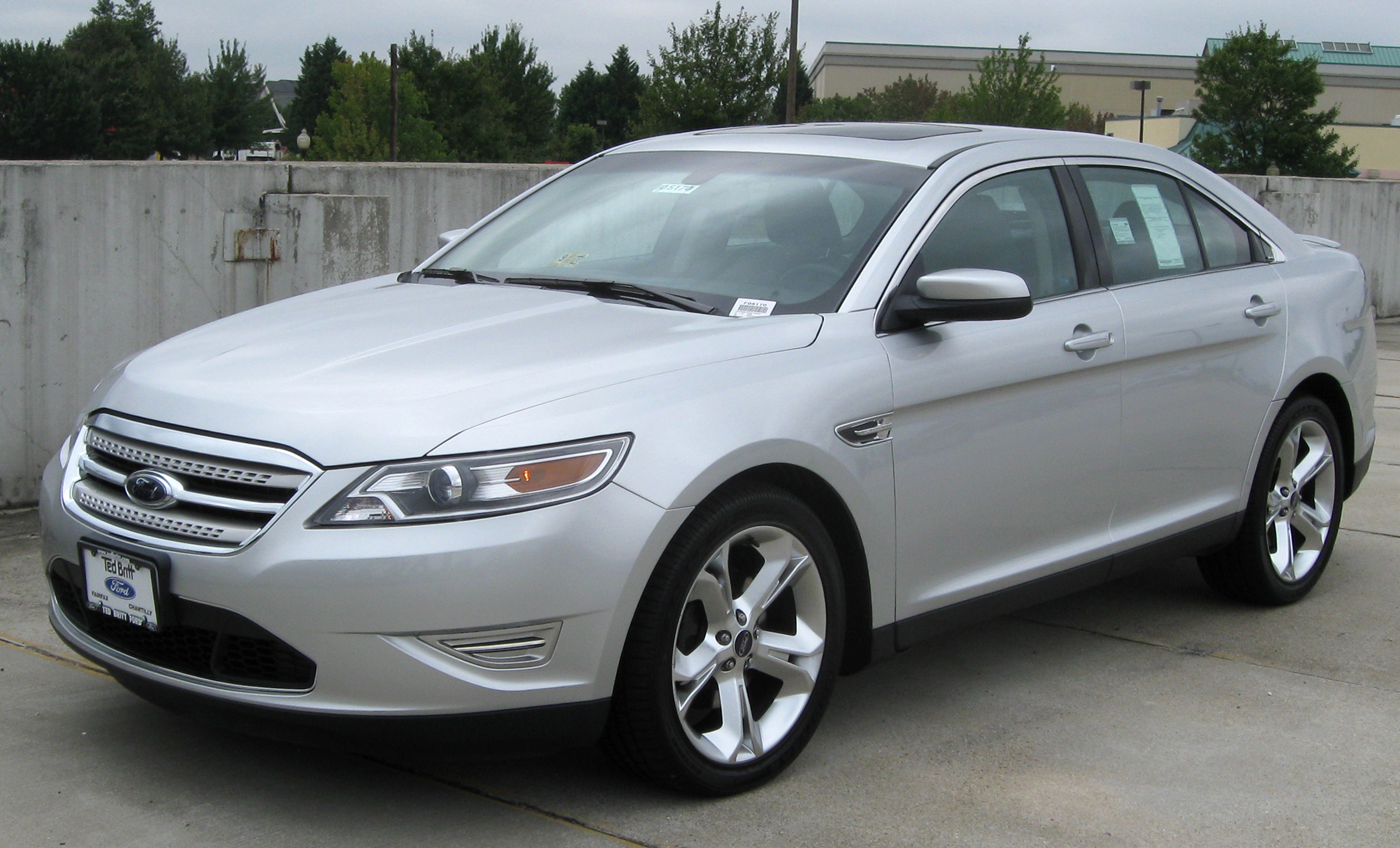
Taurus SHO

Après dix ans d'absence, la SHO revient dans la gamme Taurus. Pour son retour, elle adopte un V6 3,5 litres Ecoboost entrainé par deux turbos développant 365 ch accouplée a une transmission automatique à 6 rapport avec palettes au volant et la traction intégrale. Les suspensions et la direction sont calibré de façon plus sportive tandis que l’extérieur reçoit un petit béquet, un échappement double et des jantes de 19 po de série et 20 po en option.

### Police Interceptor Sedan

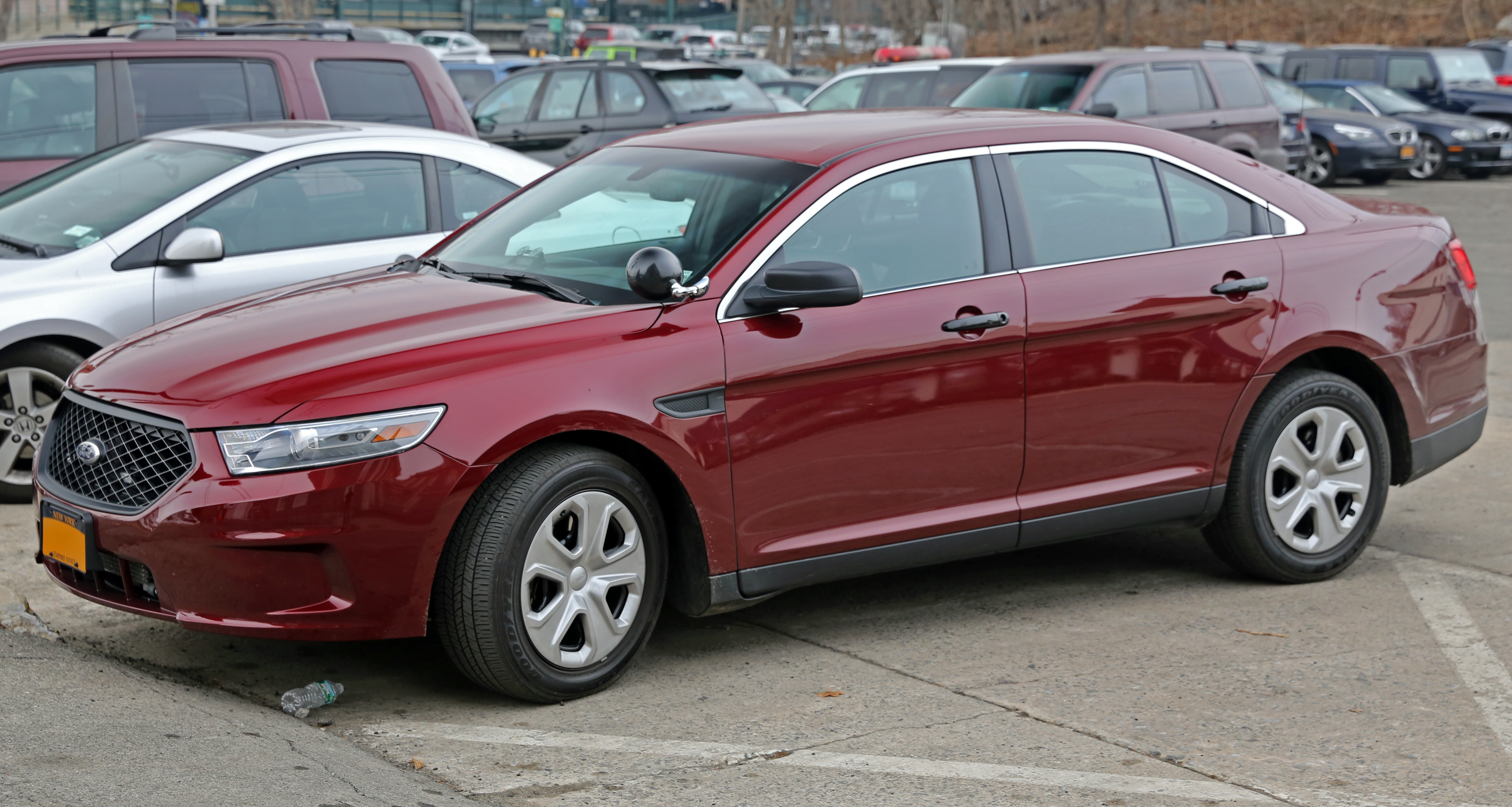
Ford Police Interceptor Sedan en version banalisée

Afin de remplacer la vieillissante Crown Victoria, c'est la nouvelle Taurus qui a été choisie pour concurrencer les Dodge Charger et Chevrolet Caprice pour équiper les forces de police en véhicules de patrouille et d'intervention rapide. Cette version est connue simplement sous le nom de Police Interceptor Sedan sans l’appellation Taurus. Cette version reçoit une grille avant complètement noire, un pare-chocs avant spécifique sans garniture et des roues en acier noir.
Mécaniquement, elles reçoivent de série un système de refroidissement à service intense, un alternateur de 220 ampères, une batterie à service intense de 78Ah/750 CCA ainsi qu'une transmission re-calibrée avec un sélecteur de vitesse sur la colonne.
Côté motorisation, la Police Interceptor Sedan reçoit un moteur V6 de 3,7L qu'elle partage avec la Ford Mustang mais pas la version civile de la Taurus. Le moteur EcoBoost de la SHO est également disponible en option. Ces deux moteurs sont munis de la traction intégrale de série. Le 2,0L EcoBoost et le V6 3,5L de la version civile sont également disponibles mais, seulement avec la traction avant. Ces dernières versions sont destinées principalement aux voitures à usage plus léger, pour les détectives et l'administration par exemple.

### Motorisations
La Taurus dispose de quatre moteurs essences :
- 4L 2.0L EcoBoost 240 ch 270 lb-pi
- V6 3.5L 263 ch 249 lb-pi (2009-2012) 288 ch 254 lb-pi (2013- )
- V6 3.5L Ecoboost à injection directe biturbo 365 ch 350 lb-pi
- V6 3.7L 305 ch 279 lb-pi (Police Interceptor Sedan seulement)

Ces moteurs sont couplés à une boîte automatique à six rapports, avec la possibilité d'opter pour une transmission intégrale. La Taurus SHO vient d'emblée avec la transmission intégrale.

### Galerie photos

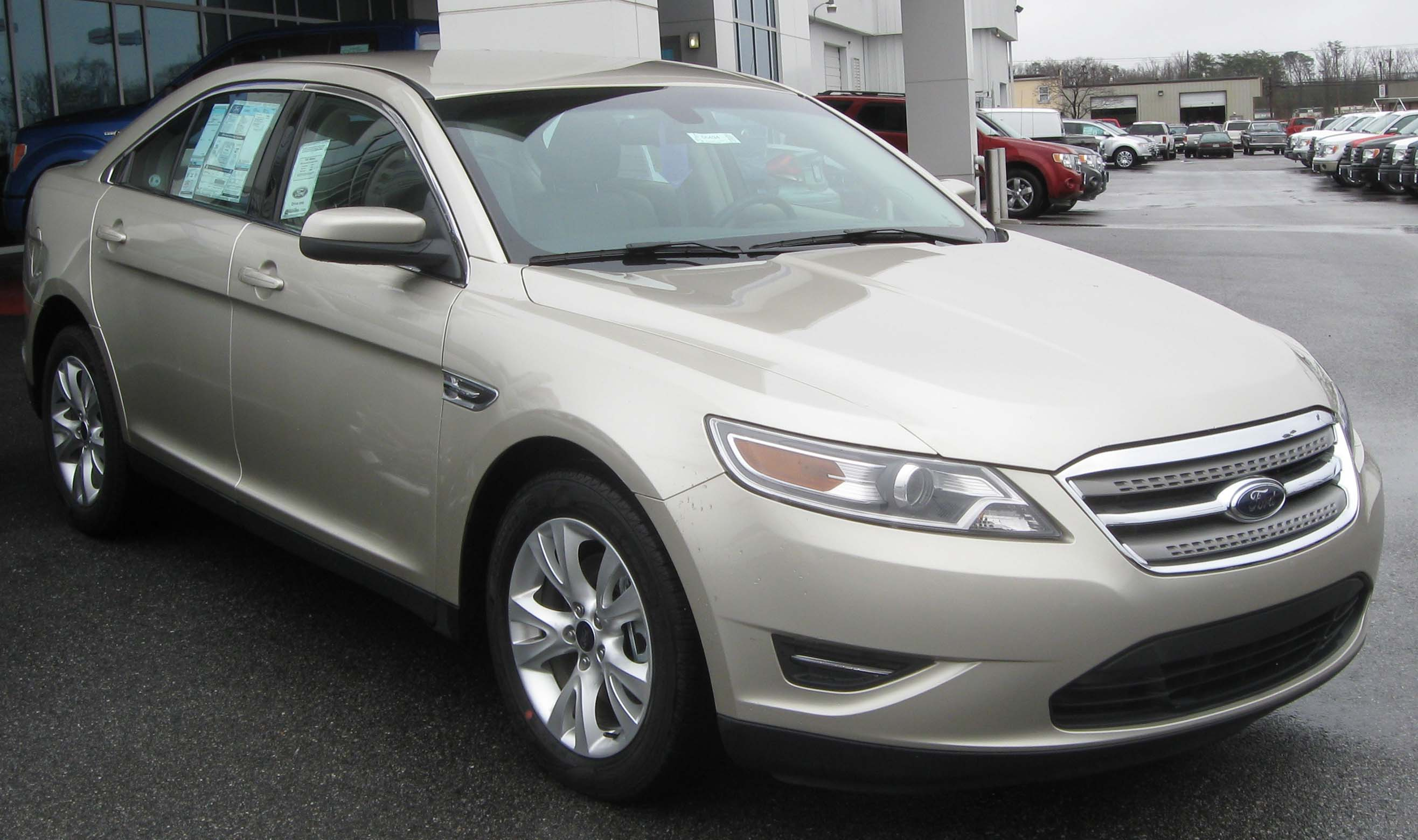
2010 Taurus SEL
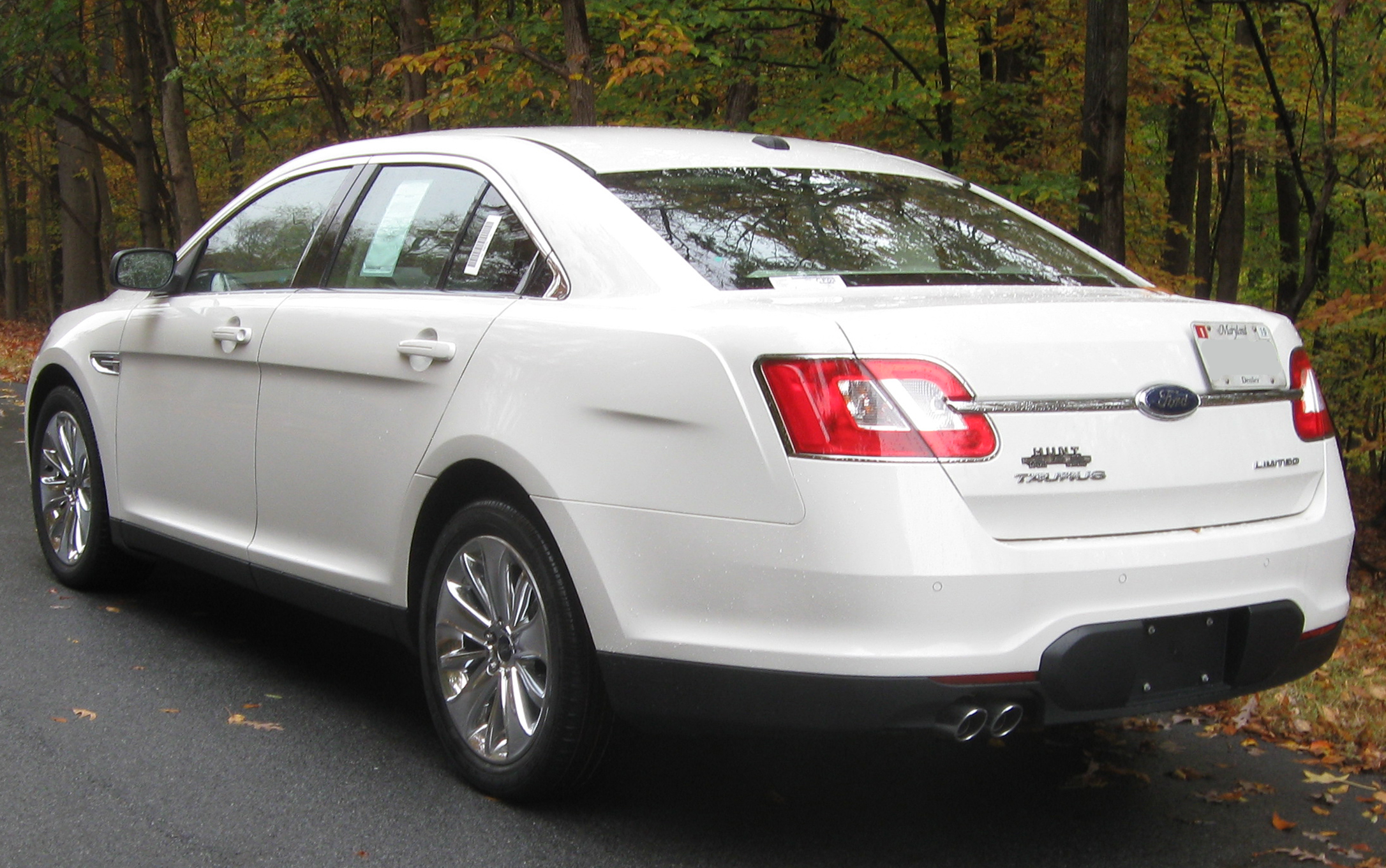
2010 Taurus Limited
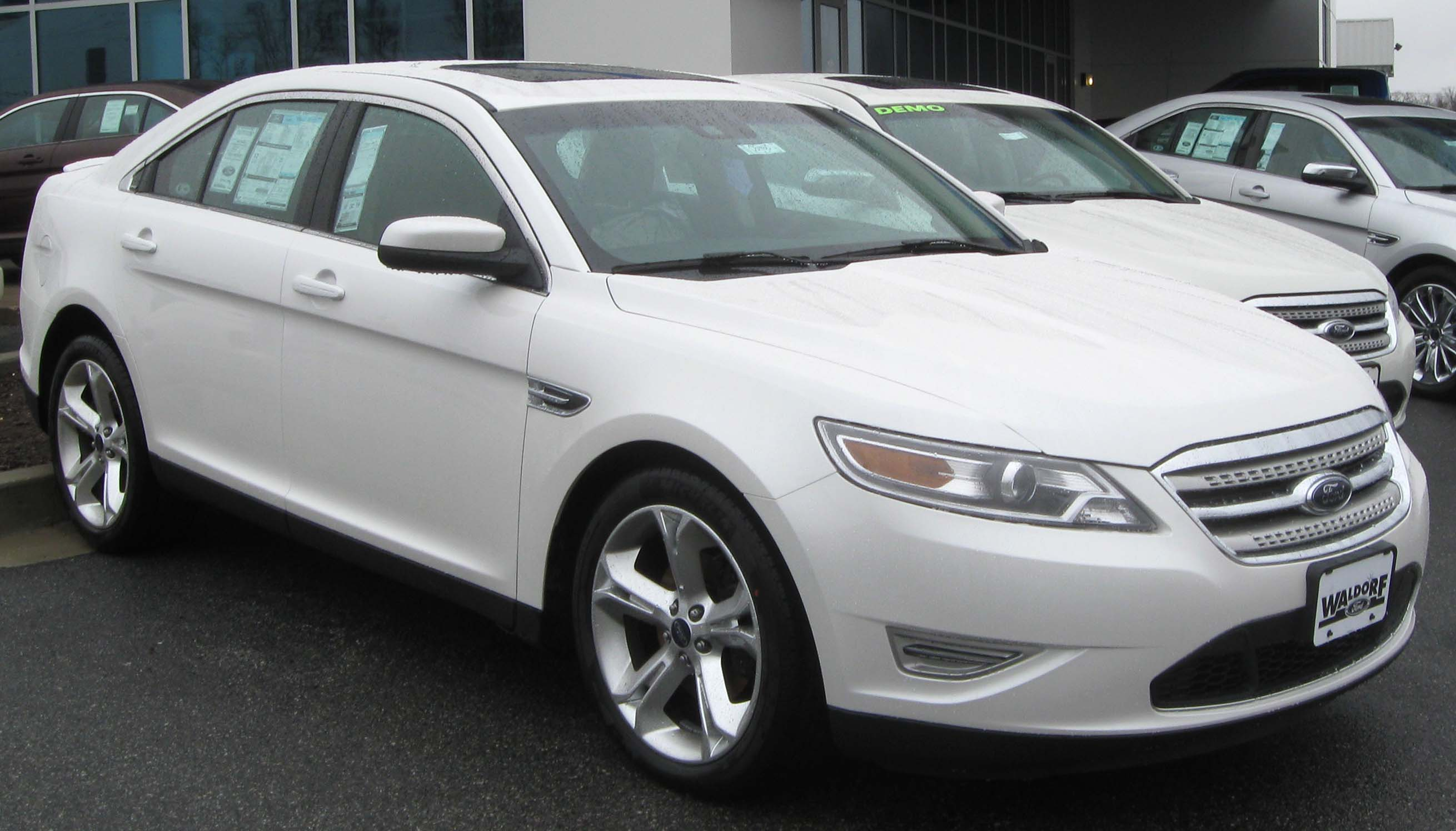
2010 Taurus SHO
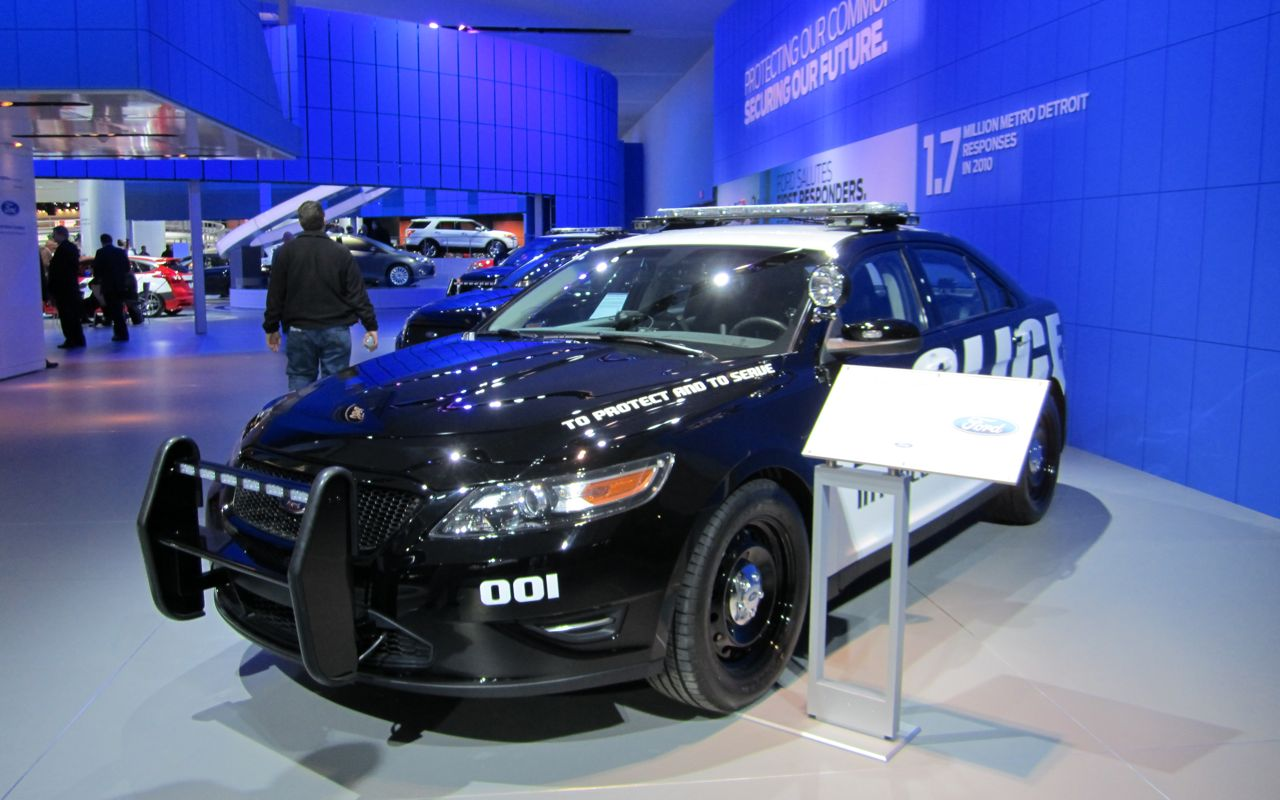
Police Interceptor Sedan, en avant-première à un salon automobile des États-Unis.

## Modèle chinois (2016-2022)
Une septième génération de Ford Taurus est dévoilée au Shanghai Auto Show en Avril 2015. Cette version est vendue uniquement en Chine.

## Modèle vendu dans les pays du Golfe (2022)
La Mondeo V est présentée en Chine, pays où elle est destinée. Elle est également vendue dans les pays du golfe sous le nom de Ford Taurus.

## Ventes aux États-Unis
| Année          | Ventes  | Diff.    |
| -------------- | ------- | -------- |
| 2007 (8 mois)  | 33 032  |          |
| 2008           | 52 667  | + 59,4 % |
| 2009           | 45 617  | - 13,4 % |
| 2010           | 68 859  | + 51,0 % |
| 2011           | 63 526  | - 7,7 %  |
| 2012 (11 mois) | 59 907  | + 3,5 %  |
| Total          | 323 607 |          |

NB: La Taurus V a été lancée en mai 2007. La Taurus VI a été lancée fin 2009.

## Sport automobile

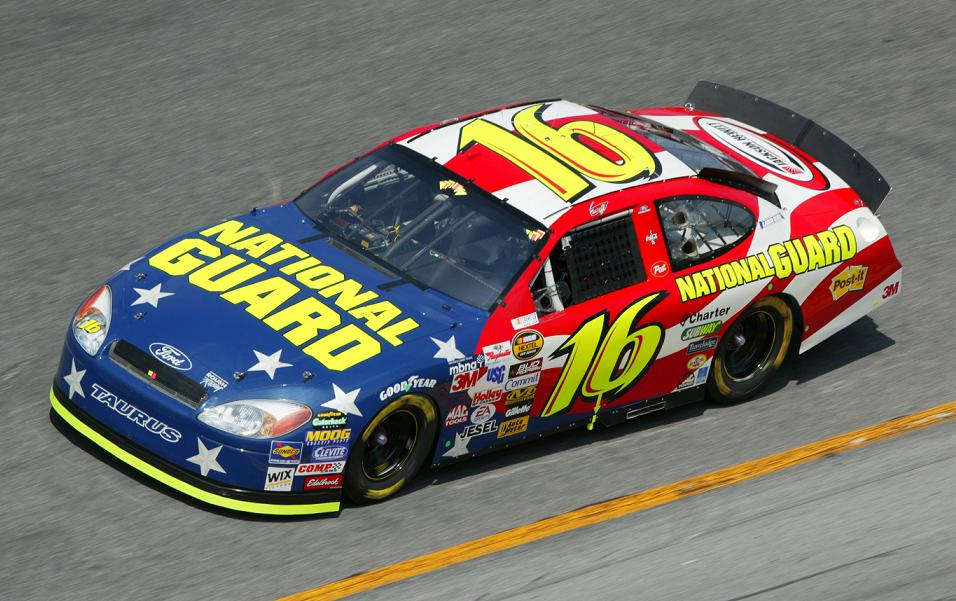
Taurus IV NASCAR no 16 de Greg Biffle

Pendant de nombreuses années, Ford a engagé plusieurs Taurus modifiée dans le championnat NASCAR.